# 歐洲歌唱大賽歷史
歐洲歌唱大賽（英語：Eurovision Song Contest）於1956年首次舉辦，最初的設想是希望在二戰後通過跨境電視廣播將歐洲國家團結起來，並以此測試國際廣播的能力技術。在1954年進行了一系列交流廣播之後，歐洲廣播聯盟（EBU）委託舉辦了一場國際歌曲比賽，該比賽由塞爾吉奧·普格利塞和馬塞爾·貝桑松提出，最初基於義大利聖雷莫音樂節。
自第一屆舉辦以來，共舉辦了65場比賽，截至2021年，歐洲歌唱大賽已播放了代表52個國家的1600多首歌曲。歐洲歌唱大賽自誕生以來經歷了許多變化，例如在1990年代引入排名降級制度，隨後在2000年初引入半決賽制度，以應對越來越多的感興趣的參與者。多年來，比賽規則也發生了多次變化，投票制度和語言標準也曾多次修改。
根據金氏世界紀錄，歐洲歌唱大賽被確定為世界上運行時間最長的年度國際電視音樂比賽，現在每年有40多個國家定期參加。自成立以來的幾年裡，其他幾項比賽都受到了歐洲電視網的啟發，還創建了一些免費的比賽，重點關注音樂和文化的其他方面。2020年的比賽是第一個被取消的比賽，因為由於2019冠狀病毒病疫情而無法舉行任何競賽活動。

## 比賽概覽

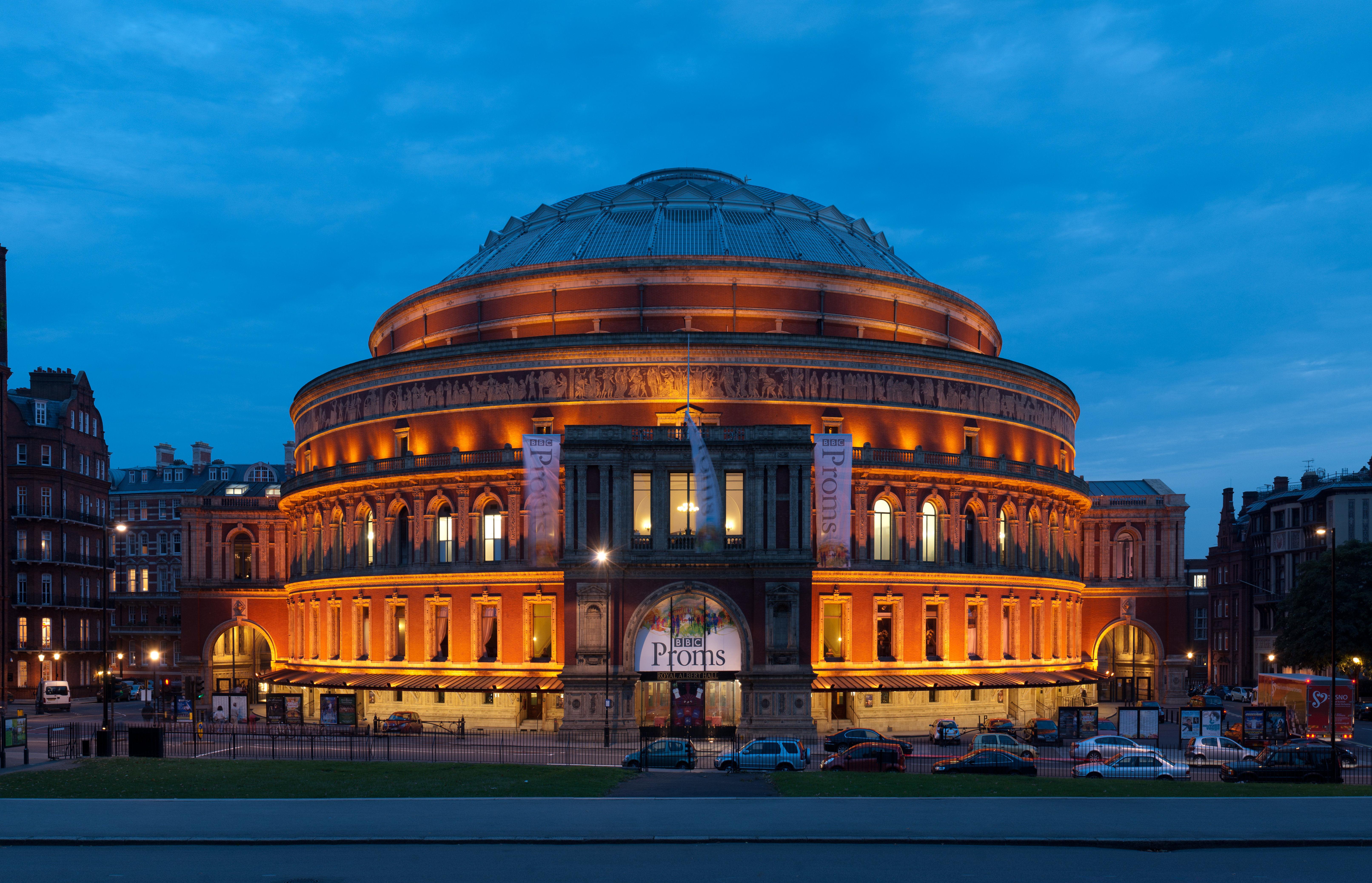
倫敦：皇家阿爾伯特音樂廳，1968年比賽的舉辦地

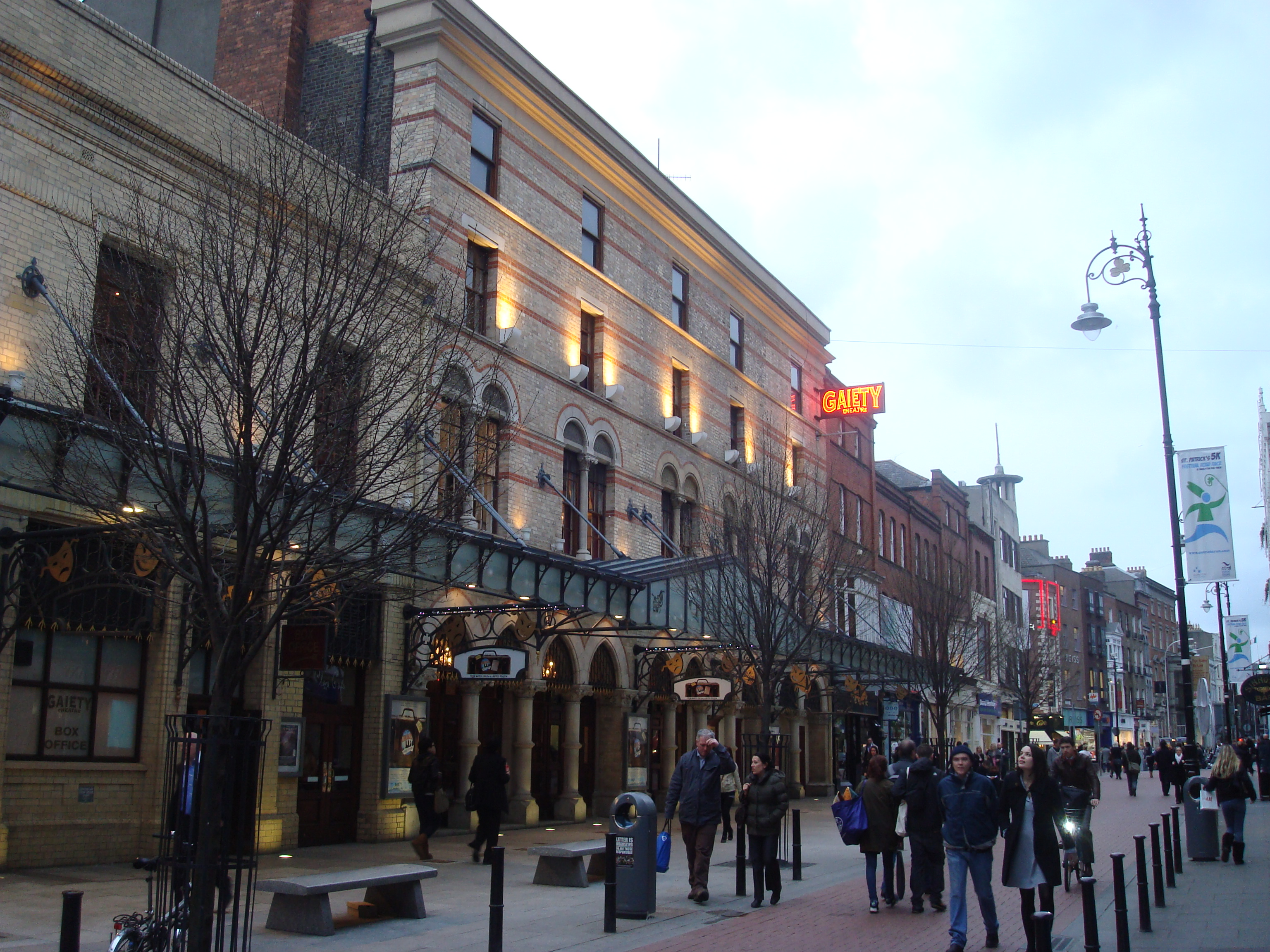
都柏林：歡樂劇院，1971年比賽的舉辦地

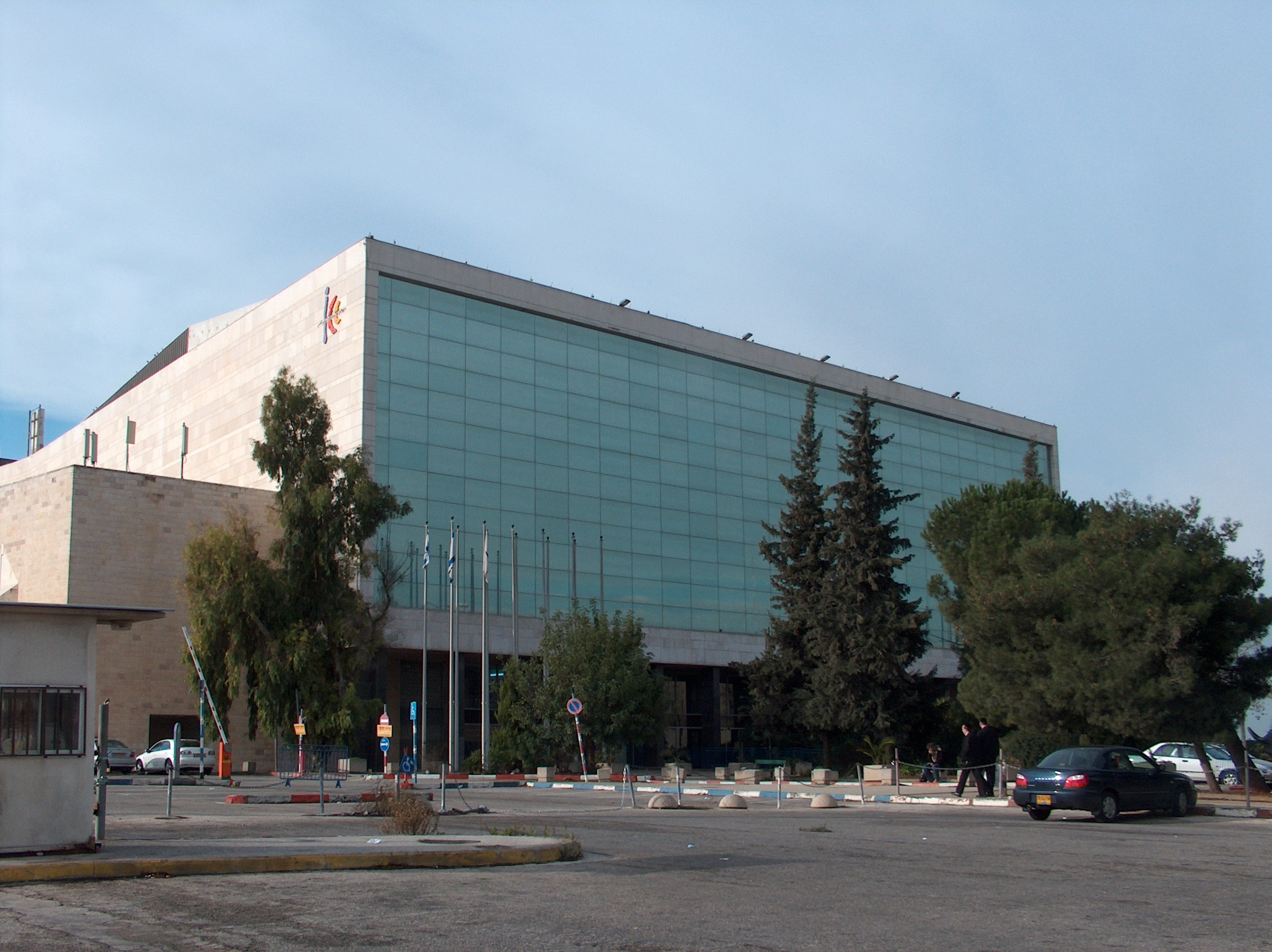
耶路撒冷：耶路撒冷國際會議中心，1979年和 1999年比賽的舉辦地

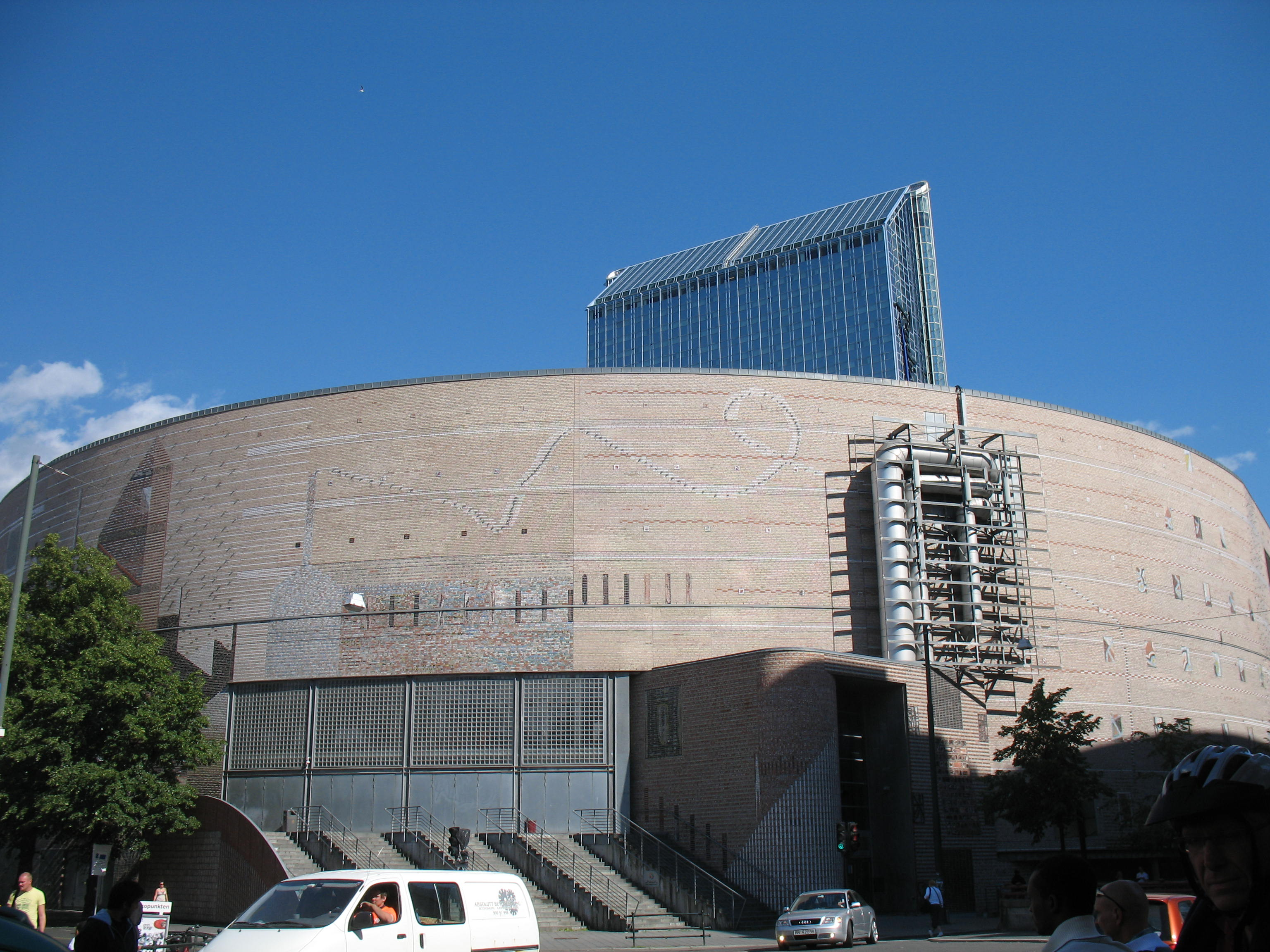
奧斯陸：奧斯陸室內音樂廳，1996年比賽的舉辦地

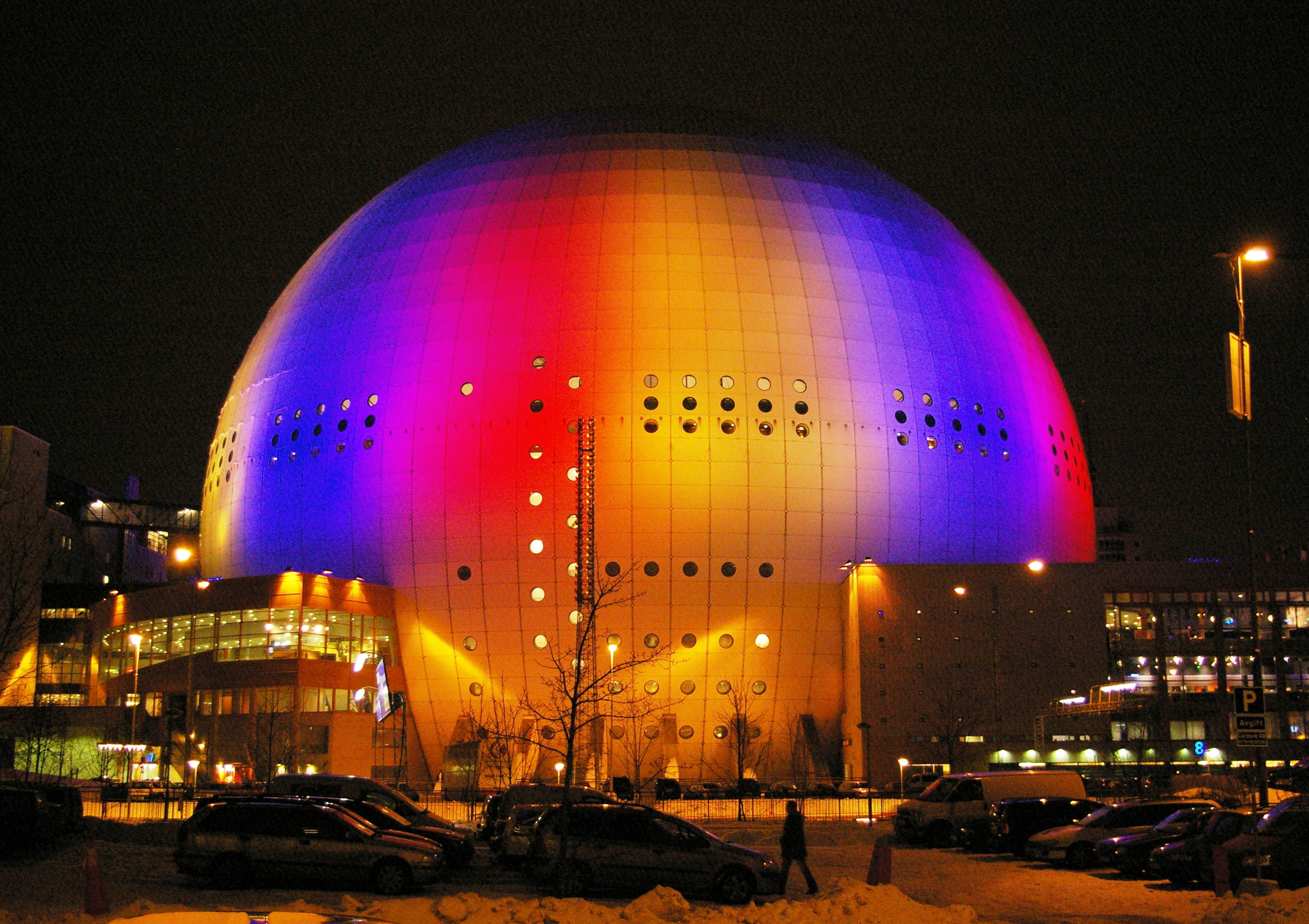
斯德哥爾摩：愛立信球形體育館，2000年和2016年比賽的舉辦地

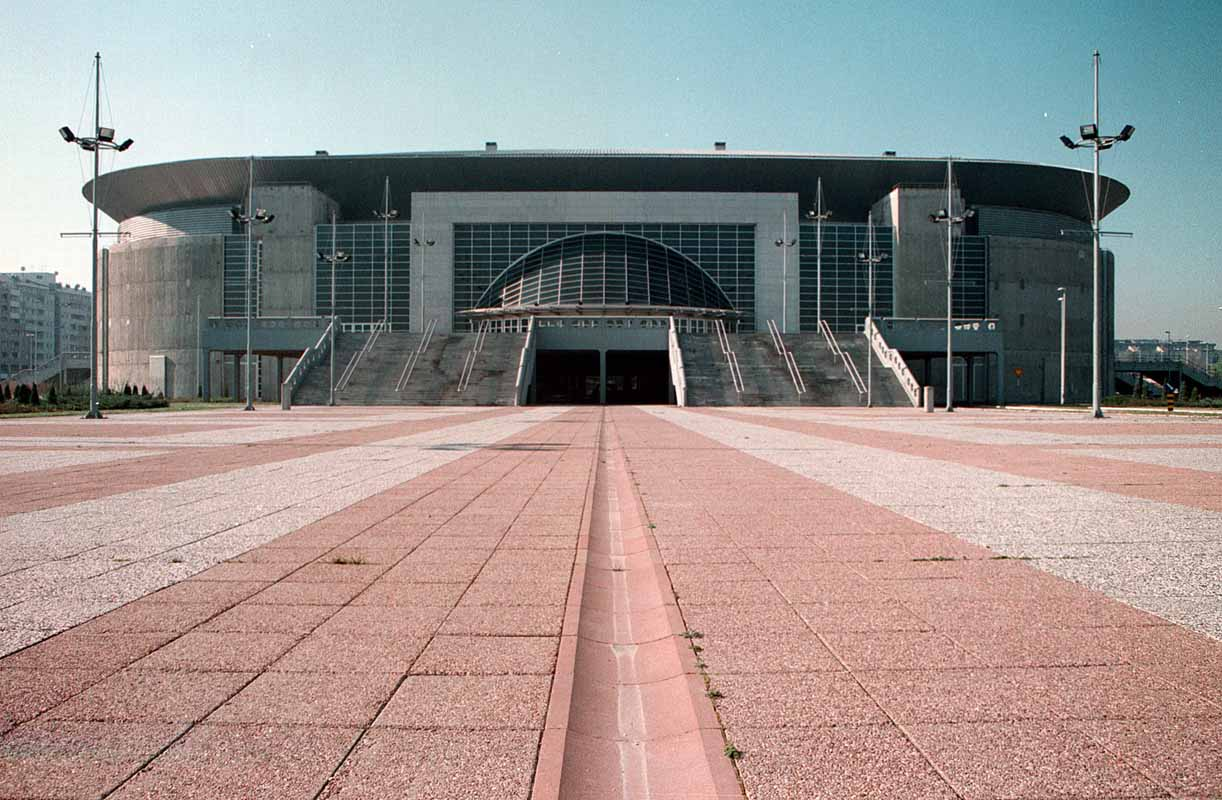
貝爾格勒：貝爾格勒體育館，2008年比賽的舉辦地

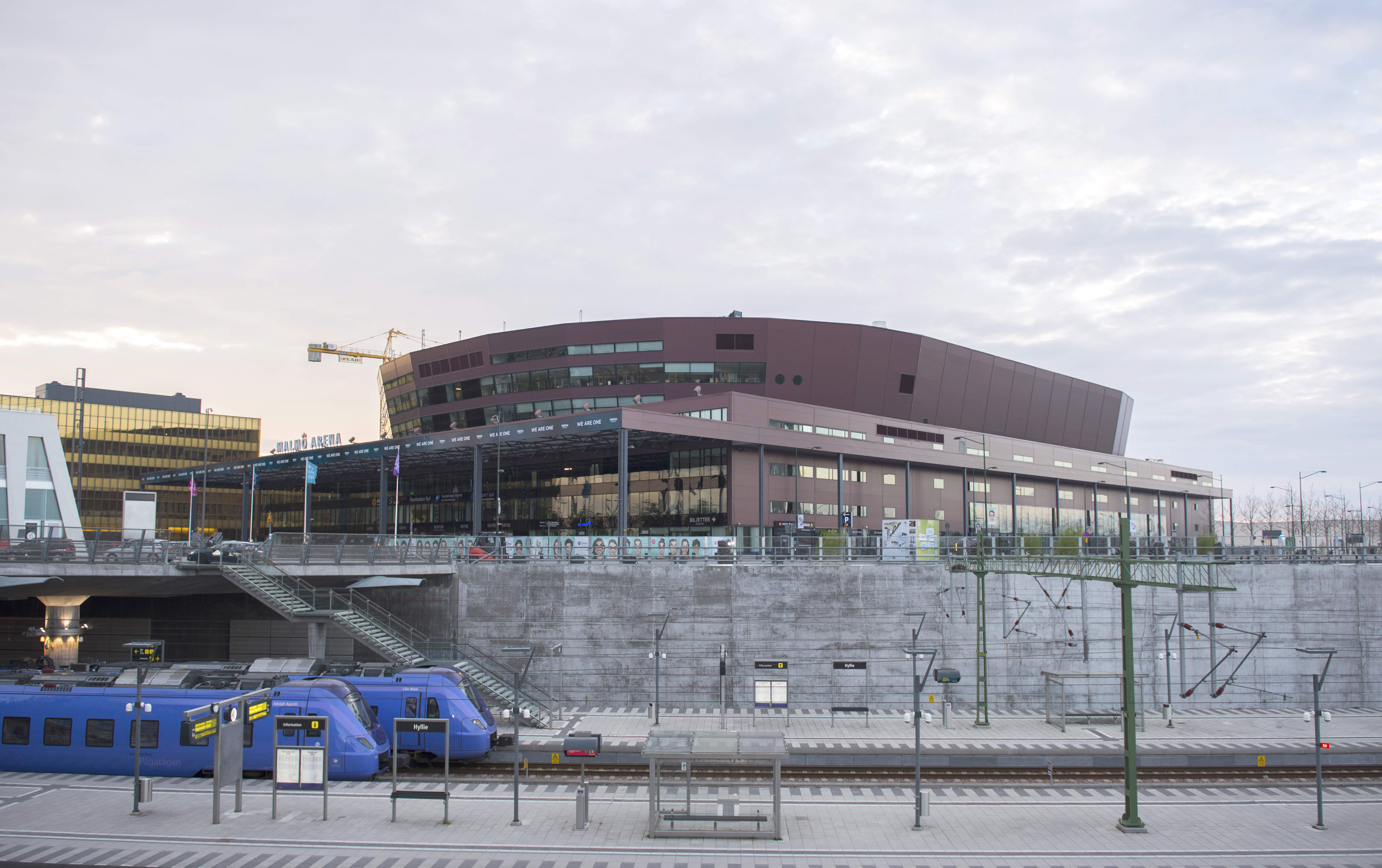
馬爾默：馬爾默競技場，2013年比賽的舉辦地

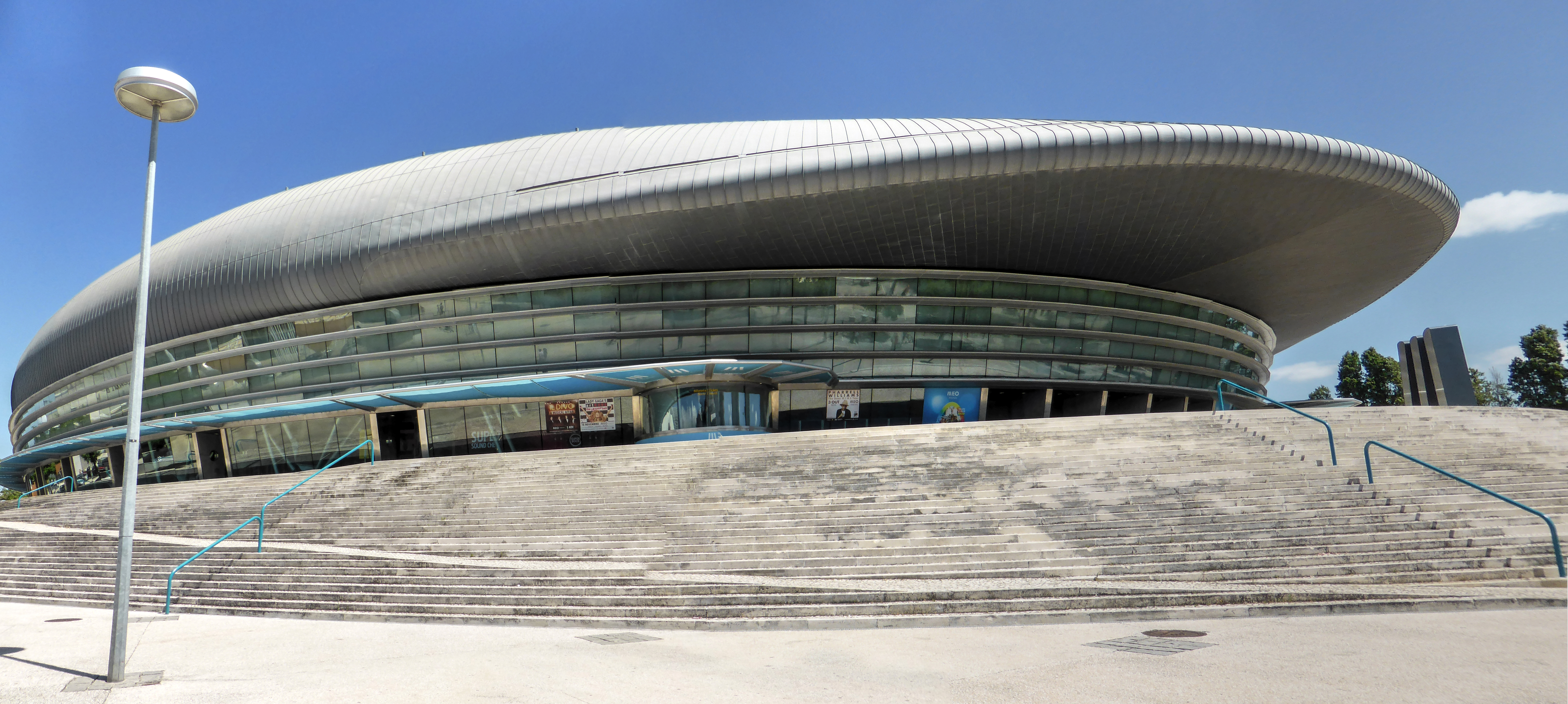
里斯本： 阿爾蒂斯競技場，2018 年比賽場地

| 屆數 | 決賽日期 | 年份 | 轉播台                                               | 賽場                        | 主辦城市   | 參賽國 | 獲勝國                      |
| ---- | -------- | ---- | ---------------------------------------------------- | --------------------------- | ---------- | ------ | --------------------------- |
| 1    | 5月24日  | 1956 | 瑞士義大利語電視（RTSI）                             | 盧加諾賭場                  | 盧加諾     | 7      | 瑞士                        |
| 2    | 3月3日   | 1957 | 黑森廣播公司（HR）/德國公共廣播聯盟（ARD）           | 黑森大廣播音樂廳            | 法蘭克福   | 10     | 荷蘭                        |
| 3    | 3月12日  | 1958 | 荷蘭電視基金會（NTS）                                | AVRO工作室                  | 希爾弗瑟姆 | 10     | 法國                        |
| 4    | 3月11日  | 1959 | 法國廣播電視（RTF）                                  | 節慶宮                      | 坎城       | 11     | 荷蘭                        |
| 5    | 3月29日  | 1960 | 英國廣播公司（BBC）                                  | 皇家節日音樂廳              | 倫敦       | 13     | 法國                        |
| 6    | 3月18日  | 1961 | 法國廣播電視（RTF）                                  | 節慶宮                      | 坎城       | 16     | 盧森堡                      |
| 7    | 3月18日  | 1962 | 盧森堡廣播公司（CLT）                                | 盧維尼大樓                  | 盧森堡市   | 16     | 法國                        |
| 8    | 3月23日  | 1963 | 英國廣播公司（BBC）                                  | BBC電視中心                 | 倫敦       | 16     | 丹麦                        |
| 9    | 3月21日  | 1964 | 丹麥廣播公司（DR）                                   | 趣伏裡公園音樂廳            | 哥本哈根   | 16     | 義大利                      |
| 10   | 3月20日  | 1965 | 義大利廣播電視公司（RAI）                            | 義廣電那不勒斯音樂廳        | 那不勒斯   | 18     | 盧森堡                      |
| 11   | 3月5日   | 1966 | 盧森堡廣播公司（CLT）                                | 盧維尼大樓                  | 盧森堡市   | 18     | 奥地利                      |
| 12   | 4月8日   | 1967 | 奧地利廣播集團（ORF）                                | 霍夫堡                      | 維也納     | 17     | 英国                        |
| 13   | 4月6日   | 1968 | 英國廣播公司（BBC）                                  | 皇家阿爾伯特音樂廳          | 倫敦       | 17     | 西班牙                      |
| 14   | 3月29日  | 1969 | 西班牙廣播電視公司（TVE）                            | 馬德里皇家劇院              | 馬德里     | 16     | 法國 · 荷蘭 · 西班牙 · 英国 |
| 15   | 3月21日  | 1970 | 荷蘭廣播聯盟（NOS）                                  | RAI會議中心                 | 阿姆斯特丹 | 12     | 愛爾蘭                      |
| 16   | 4月3日   | 1971 | 愛爾蘭廣播電視（RTÉ）                                | 歡樂劇院                    | 都柏林     | 18     | 摩納哥                      |
| 17   | 3月25日  | 1972 | 英國廣播公司（BBC）                                  | 亞瑟廳                      | 愛丁堡     | 18     | 盧森堡                      |
| 18   | 4月7日   | 1973 | 盧森堡廣播公司（CLT）                                | 盧森堡大劇院                | 盧森堡市   | 17     | 盧森堡                      |
| 19   | 4月6日   | 1974 | 英國廣播公司（BBC）                                  | 布萊頓穹頂劇院              | 布萊頓     | 17     | 瑞典                        |
| 20   | 3月22日  | 1975 | 瑞典廣播電台（SR）                                   | 斯德哥爾摩國際博覽會        | 斯德哥爾摩 | 19     | 荷蘭                        |
| 21   | 4月3日   | 1976 | 荷蘭廣播聯盟（NOS）                                  | 荷蘭會議大廈                | 海牙       | 18     | 英国                        |
| 22   | 5月7日   | 1977 | 英國廣播公司（BBC）                                  | 溫布利會議中心              | 倫敦       | 18     | 法國                        |
| 23   | 4月22日  | 1978 | 法國電視一台                                         | 巴黎會議宮                  | 巴黎       | 20     | 以色列                      |
| 24   | 3月31日  | 1979 | 以色列廣播局（IBA）                                  | 耶路撒冷國際會議中心        | 耶路撒冷   | 19     | 以色列                      |
| 25   | 4月19日  | 1980 | 荷蘭廣播聯盟（NOS）                                  | 荷蘭會議大廈                | 海牙       | 19     | 愛爾蘭                      |
| 26   | 4月4日   | 1981 | 愛爾蘭廣播電視（RTÉ）                                | 皇家都柏林協會              | 都柏林     | 20     | 英国                        |
| 27   | 4月24日  | 1982 | 英國廣播公司（BBC）                                  | 哈羅蓋特會議中心            | 哈羅蓋特   | 18     | 德国                        |
| 28   | 4月23日  | 1983 | 巴伐利亞廣播公司（BR）/德國公共廣播聯盟（ARD）       | 魯迪·塞德爾邁耶體育館       | 慕尼黑     | 20     | 盧森堡                      |
| 29   | 5月5日   | 1984 | 盧森堡廣播公司（CLT）                                | 盧森堡大劇院                | 盧森堡市   | 19     | 瑞典                        |
| 30   | 5月4日   | 1985 | 瑞典電視台（SVT）                                    | 斯堪地那維亞體育館          | 哥德堡     | 19     | 挪威                        |
| 31   | 5月3日   | 1986 | 挪威廣播公司（NRK）                                  | 格里格音樂廳                | 卑爾根     | 20     | 比利时                      |
| 32   | 5月9日   | 1987 | RTBF                                                 | 布魯塞爾展覽中心            | 布魯塞爾   | 22     | 愛爾蘭                      |
| 33   | 4月30日  | 1988 | 愛爾蘭廣播電視（RTÉ）                                | 皇家都柏林協會              | 都柏林     | 21     | 瑞士                        |
| 34   | 5月6日   | 1989 | 瑞士廣播電視集團（SRG SSR）                          | 博利厄宮                    | 洛桑       | 22     | 南斯拉夫                    |
| 35   | 5月5日   | 1990 | 南斯拉夫廣播電視（JRT）/札格瑞布廣播電視（RTZ）      | 瓦特羅斯拉夫·利辛斯基音樂廳 | 札格瑞布   | 22     | 義大利                      |
| 36   | 5月4日   | 1991 | 義大利廣播電視公司（RAI）                            | 奇尼奇塔15號攝影棚          | 羅馬       | 22     | 瑞典                        |
| 37   | 5月9日   | 1992 | 瑞典電視台（SVT）                                    | 馬爾默冰球館                | 馬爾默     | 23     | 愛爾蘭                      |
| 38   | 5月15日  | 1993 | 愛爾蘭廣播電視（RTÉ）                                | 格林格倫斯體育館            | 磨坊街鎮   | 25     | 愛爾蘭                      |
| 39   | 4月30日  | 1994 | 愛爾蘭廣播電視（RTÉ）                                | 點劇院                      | 都柏林     | 25     | 愛爾蘭                      |
| 40   | 5月13日  | 1995 | 愛爾蘭廣播電視（RTÉ）                                | 點劇院                      | 都柏林     | 23     | 挪威                        |
| 41   | 5月18日  | 1996 | 挪威廣播公司（NRK）                                  | 奧斯陸室內音樂廳            | 奧斯陸     | 23     | 愛爾蘭                      |
| 42   | 5月3日   | 1997 | 愛爾蘭廣播電視（RTÉ）                                | 點劇院                      | 都柏林     | 25     | 英国                        |
| 43   | 5月9日   | 1998 | 英國廣播公司（BBC）                                  | 伯明罕體育館                | 伯明罕     | 25     | 以色列                      |
| 44   | 5月29日  | 1999 | 以色列廣播局（IBA）                                  | 耶路撒冷國際會議中心        | 耶路撒冷   | 23     | 瑞典                        |
| 45   | 5月13日  | 2000 | 瑞典電視台（SVT）                                    | 愛立信球形體育館            | 斯德哥爾摩 | 24     | 丹麦                        |
| 46   | 5月12日  | 2001 | 丹麥廣播公司（DR）                                   | 帕肯球場                    | 哥本哈根   | 23     | 爱沙尼亚                    |
| 47   | 5月25日  | 2002 | 愛沙尼亞電視台（ETV）                                | 薩庫蘇爾哈爾體育館          | 塔林       | 24     | 拉脫維亞                    |
| 48   | 5月24日  | 2003 | 拉脫維亞電視台（LTV）                                | 斯孔托體育館                | 里加       | 26     | 土耳其                      |
| 49   | 5月15日  | 2004 | 土耳其廣播電視公司（TRT）                            | 阿卜迪伊佩克奇室內體育館    | 伊斯坦堡   | 36     | 乌克兰                      |
| 50   | 5月21日  | 2005 | 烏克蘭國家電視廣播公司（NTU）                        | 基輔體育宮                  | 基輔       | 39     | 希腊                        |
| 51   | 5月20日  | 2006 | 希臘廣播電視公司（ERT）                              | 奧林匹克室內體育館          | 雅典       | 37     | 芬兰                        |
| 52   | 5月12日  | 2007 | 芬蘭廣播公司（YLE）                                  | 哈特瓦爾體育館              | 赫爾辛基   | 42     | 塞爾維亞                    |
| 53   | 5月24日  | 2008 | 塞爾維亞廣播電視（RTS）                              | 貝爾格勒球館                | 貝爾格勒   | 43     | 俄羅斯                      |
| 54   | 5月16日  | 2009 | 第一頻道（C1R）                                      | 莫斯科奧林匹克體育場        | 莫斯科     | 42     | 挪威                        |
| 55   | 5月29日  | 2010 | 挪威廣播公司（NRK）                                  | 泰倫拿體育館                | 奧斯陸     | 39     | 德国                        |
| 56   | 5月14日  | 2011 | 北德廣播公司（NDR）/德國公共廣播聯盟（ARD）          | 思捷環球競技場              | 杜塞道夫   | 43     |                             |
| 57   | 5月26日  | 2012 | 亞塞拜然公共電視台（İTV）                            | 巴庫水晶宮                  | 巴庫       | 42     | 瑞典                        |
| 58   | 5月18日  | 2013 | 瑞典電視台（SVT）                                    | 馬爾默冰球館                | 馬爾默     | 39     | 丹麦                        |
| 59   | 5月10日  | 2014 | 丹麥廣播公司（DR）                                   | B&W哈勒恩                   | 哥本哈根   | 37     | 奥地利                      |
| 60   | 5月23日  | 2015 | 奧地利廣播集團（ORF）                                | 維也納體育館                | 維也納     | 40     | 瑞典                        |
| 61   | 5月14日  | 2016 | 瑞典電視台（SVT）                                    | 愛立信球形體育館            | 斯德哥爾摩 | 42     | 乌克兰                      |
| 62   | 5月13日  | 2017 | 烏克蘭國家電視廣播公司（UA:PBC）                     | 國際展覽中心                | 基輔       | 42     | 葡萄牙                      |
| 63   | 5月12日  | 2018 | 葡萄牙廣播電視公司（RTP）                            | 阿爾蒂斯競技場              | 里斯本     | 43     | 以色列                      |
| 64   | 5月18日  | 2019 | 以色列公共廣播公司（IPBC）                           | 特拉維夫會議中心            | 特拉維夫   | 41     | 荷蘭                        |
| 取消 | 取消     | 2020 | 荷蘭公共廣播公司（NPO）/荷蘭廣播聯盟（NOS）/AVROTROS | 鹿特丹阿侯伊體育館          | 鹿特丹     | 41     | 無冠軍                      |
| 65   | 5月22日  | 2021 | 荷蘭公共廣播公司（NPO）/荷蘭廣播聯盟（NOS）/AVROTROS | 鹿特丹阿侯伊體育館          | 鹿特丹     | 39     | 義大利                      |
| 66   | 5月14日  | 2022 | 義大利廣播電視公司（RAI）                            | 都靈奧林匹克體育館          | 都靈       | 40     |                             |

### 比賽主題和口號
自2002年以來，每一屆的比賽都有一個單獨的口號，除了2009年。 這些口號由主辦廣播公司決定，然後用於發展比賽的視覺識別和設計。 該口號通常被製作人用於規劃和製定節目的視覺識別，並被引導到比賽的舞台設計、開幕式和幕間表演，以及“明信片”：穿插在通常突出主辦國的參賽作品之間的短片，並且在許多情況下引入了競爭行為。
| 年份      | 主辦城市   | 主題                              |
| --------- | ---------- | --------------------------------- |
| 2002      | 塔林       | A Modern Fairytale 一個現代神話   |
| 2003      | 里加       | A Magical Rendez-vous 魔力的約會  |
| 2004      | 伊斯坦堡   | Under the Same Sky 在同一片天空下 |
| 2005      | 基輔       | Awakening 覺醒中                  |
| 2006      | 雅典       | Feel the Rhythm 感覺那韻律        |
| 2007      | 赫爾辛基   | True Fantasy 真正的夢想           |
| 2008      | 貝爾格勒   | Confluence of Sound 音律的匯流    |
| 2010      | 奧斯陸     | Share the Moment 分享那瞬間       |
| 2011      | 杜塞道夫   | Feel Your Heart Beat! 隨心所響    |
| 2012      | 巴庫       | Light Your Fire! 點燃你的熱情！   |
| 2013      | 馬爾默     | We Are One 我們同為一體           |
| 2014      | 哥本哈根   | #JoinUs #加入我們                 |
| 2015      | 維也納     | Building Bridges 搭起橋樑         |
| 2016      | 斯德哥爾摩 | Come Together 聚在一起            |
| 2017      | 基輔       | Celebrate Diversity 共慶多元      |
| 2018      | 里斯本     | All Aboard! 全員登船              |
| 2019      | 特拉維夫   | Dare to Dream 放膽逐夢            |
| 2020 2021 | 鹿特丹     | Open Up 開放                      |
| 2022      | 都靈       | The Sound of Beauty 美麗之聲      |

## 起源
歐洲廣播聯盟（歐廣聯，EBU）成立於1950年，當時英國廣播公司（BBC）在英國托基的帝國酒店（Imperial Hotel）與23個組織舉辦了一次會議，旨在建立創意合作並為電視節目交流奠定基礎跨越國界。 1951年，英國記者喬治·坎佩（George Campey）在《倫敦旗幟晚報》中首次使用“歐洲電視網”（Eurovision）作為電信術語，當時他指的是由荷蘭電視台轉播的BBC節目； 歐廣聯的歐洲電視網傳輸網絡隨後被成立於1954年，當時由橫跨歐洲的一系列微波通訊組成。
在歐廣聯成立後的幾年裡，許多重大事件都通過其基礎設施進行了傳播，包括伊莉莎白二世的加冕禮，該加冕禮除在英國外，還在法國、比利時、荷蘭和德國進行了廣播。 1953年9月，歐廣聯在倫敦舉行的一次會議促成了次年舉辦的一系列國際交流節目，名為“歐洲電視季”（European Television Season），並通過歐洲電視網在歐洲各地直播。 第一個節目於1954年6月6日播出，報導了在法國蒙特勒舉行的水仙花季，隨後是梵蒂岡城之旅。接下來的幾天裡還播放了更多的賽事，包括錫耶納賽馬節、格拉斯哥的田徑比賽、英國皇家海軍經過女王伊莉莎白二世的閱兵式，以及1954年瑞士世界盃足球賽的實況轉播，這是世界盃第一次有電視實況轉播。
繼今年夏季節目之後，歐廣聯成立了一個“節目委員會”，每年調查廣播公司之間合作的新舉措，瑞士廣播電視集團（SRG SSR）總幹事馬塞爾·貝桑松擔任該委員會的第一任主席，BBC副主任雷內·麥考爾（Rene McCall）和法國廣播電視(RTF) 的主任讓·達西（Jean d'Arcy）擔任副總裁。該委員會於1955年1月在蒙地卡羅召開會議，批准了兩個新的進一步研究項目：歐洲歌曲比賽，最初由義大利廣播電視公司（RAI）的塞爾吉奧·普格利塞提出，以及業餘藝人比賽；後一種想法最終被拋棄了。 1955年10月19日，在歐廣聯的年度大會上，在BBC總幹事伊恩·雅各布爵士的主持下，在羅馬科西尼宮舉行的歐廣聯同意以“歐洲大獎賽”（European Grand Prix）的最初名稱組織歌曲比賽，並接受了瑞士人的提議代表團於1956年春天在盧加諾舉辦活動。 成立了一個規劃小組來製定比賽規則，由瑞士廣播電視集團的愛德華·哈斯（Eduard Hass）領導，他們以義大利聖雷莫音樂節為工作基礎，並進行了一些修改和補充，以更好地反映這一新的國際大賽。

## 1950年代

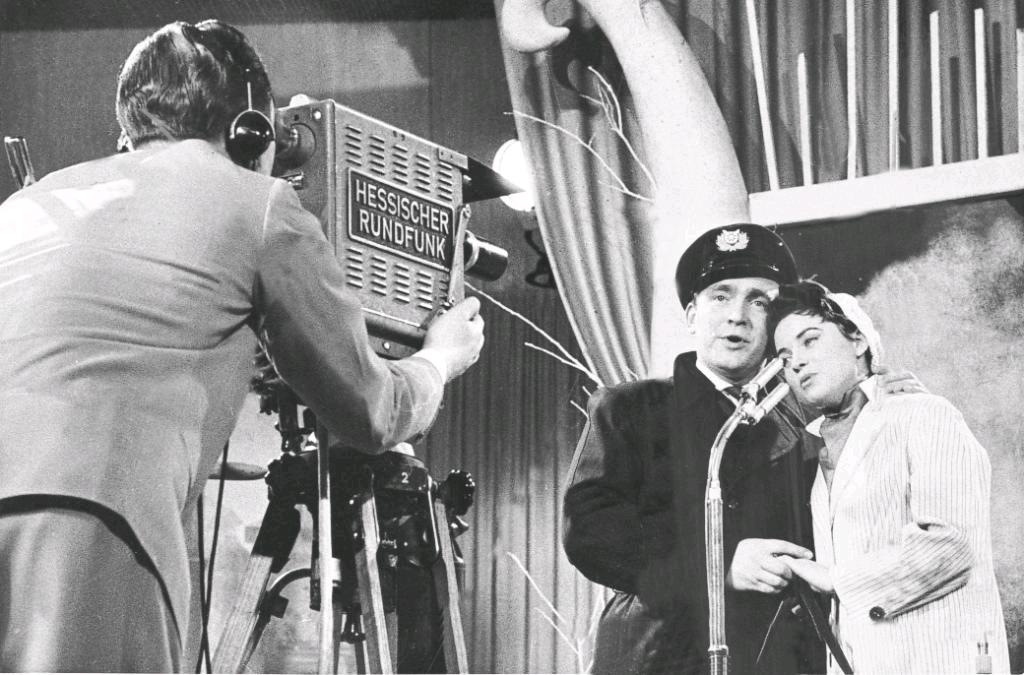
古斯塔夫·溫克勒和伯思·威爾克，代表丹麥參加法蘭克福的1957。

1956年歐洲歌唱大賽是該比賽的第一屆，由瑞士義大利語電視（RTSI）轉播，於1956年5月24日在瑞士盧加諾的庫薩爾劇院舉行。  第一次比賽的規定允許每個國家的一個參賽廣播組織提交兩首長度在3到3.5分鐘之間的歌曲，這是唯一允許每個國家多首歌曲的版本。 強烈鼓勵每個國家舉辦一次全國比賽來選擇他們的參賽作品，只允許獨奏藝人表演。 七個國家參加了首屆比賽，來自比利時、法國、西德、義大利、盧森堡、荷蘭和瑞士的參賽作品。 第一場比賽的投票是進行秘密模式：來自每個國家的兩名陪審團成員在場地對競爭歌曲進行排名，包括他們自己國家的歌曲。 瑞士的莉斯·阿西婭憑藉歌曲〈愛的副歌〉"Refrain" 獲得了比賽的第一名。 僅在比賽結束時宣布了總冠軍，而完整的結果從未公開。 除了獲勝重播的新聞片段外，沒有已知的事件紀錄片段能夠倖存下來；然而，大部分比賽的音訊確實存在。
1957年歐洲歌唱大賽是第二屆比賽，由黑森廣播公司（HR）代表德國公共廣播聯盟（ARD）轉播，於1957年3月3日在西德法蘭克福的黑森大廣播音樂廳舉行。 早期的規則規定，每年由不同的廣播公司承擔轉播比賽的任務，德國被選中主辦1957年的賽事。 十個國家參加了第二屆比賽，奧地利、丹麥和英國加入了七個官方廣播公司，每個國家提交一首歌曲供考慮。 從1956年8月BBC舉辦的英國流行歌曲節中汲取靈感，其中包括記分牌和地區陪審團的投票，比賽組織者決定將這些想法納入泛歐比賽，允許在家中的觀眾遵循投票程序。 同時引入了一種新的投票系統，由每個國家的十名成員組成的評審團為他們最喜歡的歌曲投一票；來自一個國家的陪審團成員不能投票支持本國的歌曲，這一規則至今仍適用。 荷蘭被選為獲勝者，由科里·布羅肯代表，演唱歌曲〈就像那樣〉"Net als toen"。

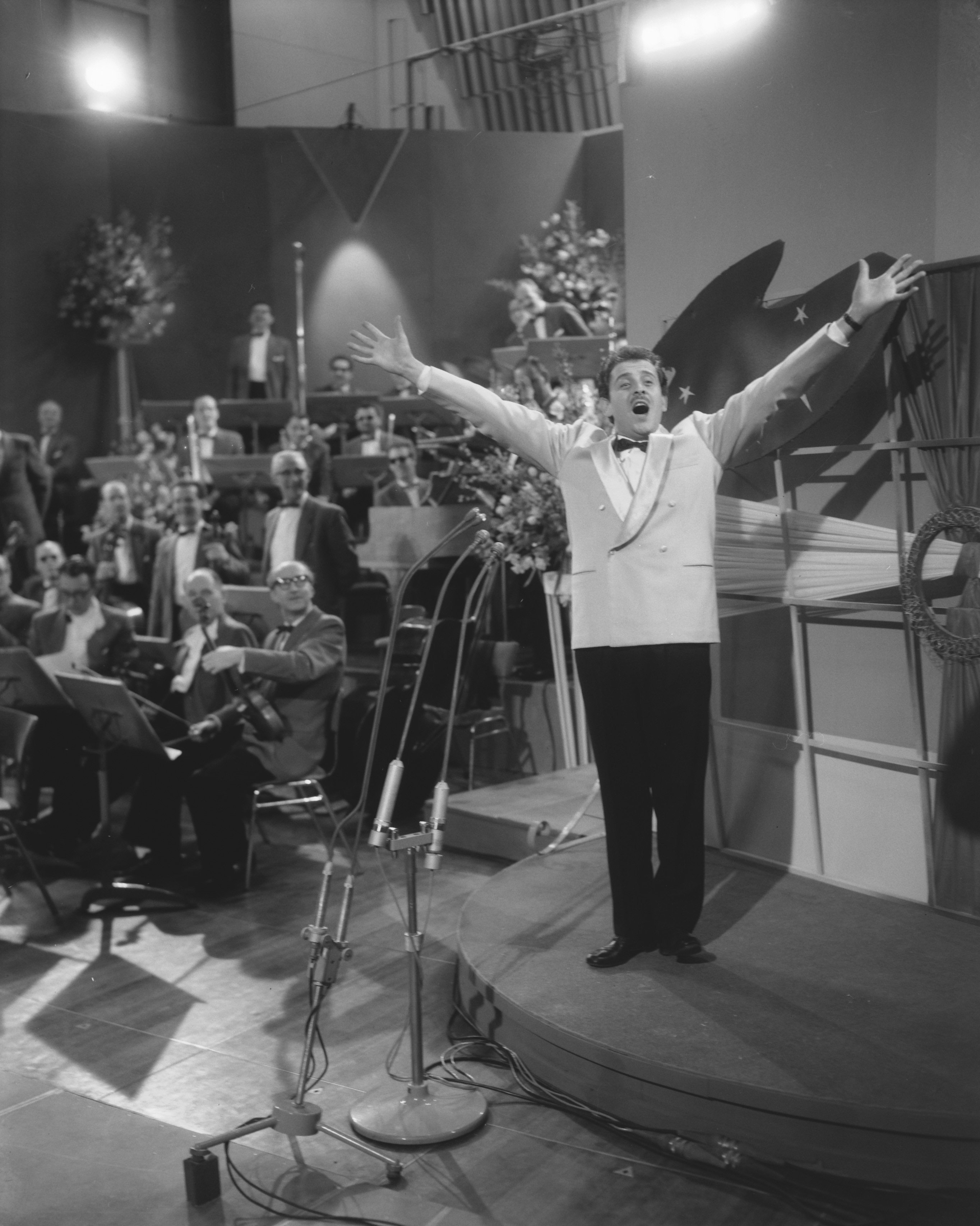
義大利的多米尼科·莫杜尼奧在希爾弗瑟姆的1958前排練。

1958年歐洲歌唱大賽是該比賽的第三屆，由荷蘭電視基金會（NTS）轉播，於1958年3月12日在荷蘭希爾弗瑟姆的AVRO工作室舉行。 這標誌著上一屆的獲獎國首次獲得主辦國的榮譽，開創了一個繼續被遵守的先例。英國決定不參加本屆比賽，但瑞典首次亮相，將參賽國家的總數保持在10個。 引入一項新規則，將參賽作品的時長限制在3分鐘以內，這源於前一年義大利參賽作品持續超過5分鐘的比賽。 法國在比賽中首次獲勝，由安德烈·克拉維的代表〈睡吧，我的愛人〉"Dors，mon amour"。 義大利的〈藍天飛翔〉"Nel blu，dipinto di blu"（俗稱〈飛翔〉"Volare"，由多米尼科·莫杜尼奧演唱）雖然只排在第三名，但其商業上的成功率卻超過了獲獎歌曲，在美國告示牌百大單曲榜上名列第一，多年來由多位藝人錄製，全球總銷量超過2200萬張。
1959年歐洲歌唱大賽是該比賽的第四屆，由法國廣播電視（RTF）轉播，於1959年3月11日在法國坎城節慶宮舉行。 11個國家參加了本屆比賽，英國與新參賽者摩納哥一起重返賽場，而盧森堡則決定退出。 荷蘭的特迪·斯霍爾滕憑藉歌曲〈有一點點〉"Een beetje" 獲得冠軍，成為第一個兩次贏得比賽的國家。 本屆比賽也是唯一一次前三名的參賽作品重演，英國的寶兒·卡爾和泰迪·強森和法國的讓·菲利普也在參賽結束時第二次表演。

## 1960年代
1960年歐洲歌唱大賽是第五屆比賽，由英國廣播公司（BBC）轉播，於1960年3月25日在英國倫敦的皇家節日音樂廳舉行。 荷蘭電視基金會（NTS）在三年內第二次拒絕了舉辦該活動的機會，導致歐廣聯接近BBC作為前一年的亞軍主辦該活動。 隨著盧森堡的回歸和挪威的首次參賽，競爭國家的數量增加到13個。 法國取得了他們的第二場比賽勝利，賈奎琳·博耶憑藉〈湯姆·皮利比〉"Tom Pillibi" 獲得冠軍。

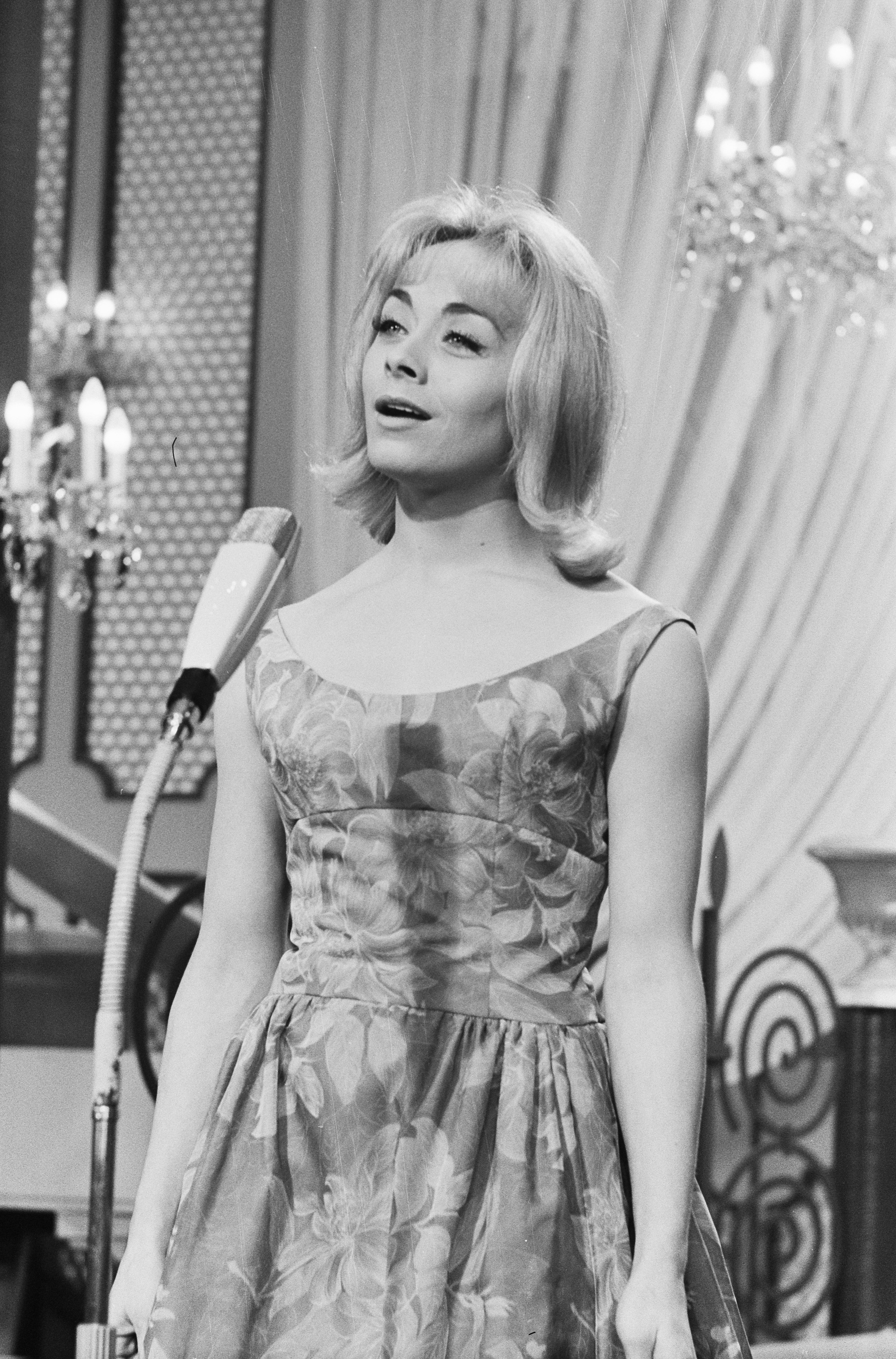
伊莎貝爾・奧黛麗在盧森堡市贏得了1962時，法國獲得了五年來的第三次勝利。

1961年歐洲歌唱大賽是第六屆比賽，由法國廣播電視（RTF），於1961年3月18日在法國坎城節慶宮舉行。 法國成為第一個舉辦兩場比賽的國家，節慶宮也舉辦了1959年的賽事。這也是第一次在週六晚上舉行的比賽，現在已成為比賽決賽的標準時間段。 創紀錄的16個國家參加了今年的比賽，芬蘭、西班牙和南斯拉夫首次參賽。 盧森堡成為第四個贏得歐洲歌唱大賽冠軍的國家，法國歌手讓·克洛德·帕斯卡憑藉“Nous les amoureux”為大公國贏得了首場勝利。
1962年歐洲歌唱大賽是第七屆比賽，由盧森堡廣播公司（CLT）轉播，於1962年3月18日在盧森堡盧森堡市盧維尼大樓的廣播音樂廳舉行。 參賽國家第一次沒有變化，陣容與1961年相同。本次比賽實施了新的投票系統，現在每個國家對前三名歌曲分別給予3分、2分和1分，由陪審團的綜合投票決定。 法國的伊莎貝爾・奧黛麗以〈初愛〉"Un Premier amour" 加冕為冠軍，這是法國五年來的第三次勝利。
1963年歐洲歌唱大賽是該比賽的第八屆，由BBC轉播，於1963年3月23日在英國倫敦的BBC電視中心舉行。 法國的廣播電視拒絕了再次舉辦比賽的提議，英國廣播公司第二次介入主辦比賽。 對1962年使用的投票系統進行了修改，現在各國對他們最喜歡的歌曲給予 5、4、3、2和1分。 在丹麥和瑞士之間爭奪第一名的激烈角逐中，格里絲和約爾根·英格曼為丹麥贏得了〈舞動之歌〉"Dansevise" 的勝利，讓這個斯堪地那維亞國家在最後的投票中首次獲勝。
1964年歐洲歌唱大賽是第九屆比賽，由丹麥廣播公司（DR）轉播，於1964年3月21日在丹麥哥本哈根的趣伏裡公園音樂廳舉行。  由於瑞典音樂家聯盟的罷工行動，瑞典被迫退出，但隨著葡萄牙首次亮相，參賽國家總數仍為16個。 投票系統的另一項修改現在看到每個國家根據陪審團成員投票的總票數對前3名歌曲分別給予 5、3和1分，每個陪審團成員擁有三張選票來分配歌曲；如果所有成員只投票給兩首歌，這將得到6分和3分，如果所有成員都投票給同一首歌，則將得到9分。 這一事件標誌著比賽第一次被抗議者打斷，當一名反對西班牙和葡萄牙的右翼獨裁政權以及將這些國家納入競賽的男子上台時舉著寫有“杯葛佛朗哥和薩拉查”（Boycott Franco & Salazar）的橫幅，然後在鏡頭切到記分板的鏡頭時被迅速移開。 然而，這場抗議的鏡頭沒有留下來，因為與1956年的比賽一樣，已知沒有比賽的錄像片段存在，但已知開場序列和獲勝重演的鏡頭以及錄音都倖存下來。 義大利的吉吉羅拉·錢恩奎蒂憑藉歌曲〈我還不成熟〉"Non ho l'età" 獲得壓倒性勝利，獲得的積分幾乎是排名第二的英國的三倍，並使義大利首次獲得歐洲歌唱大賽冠軍。

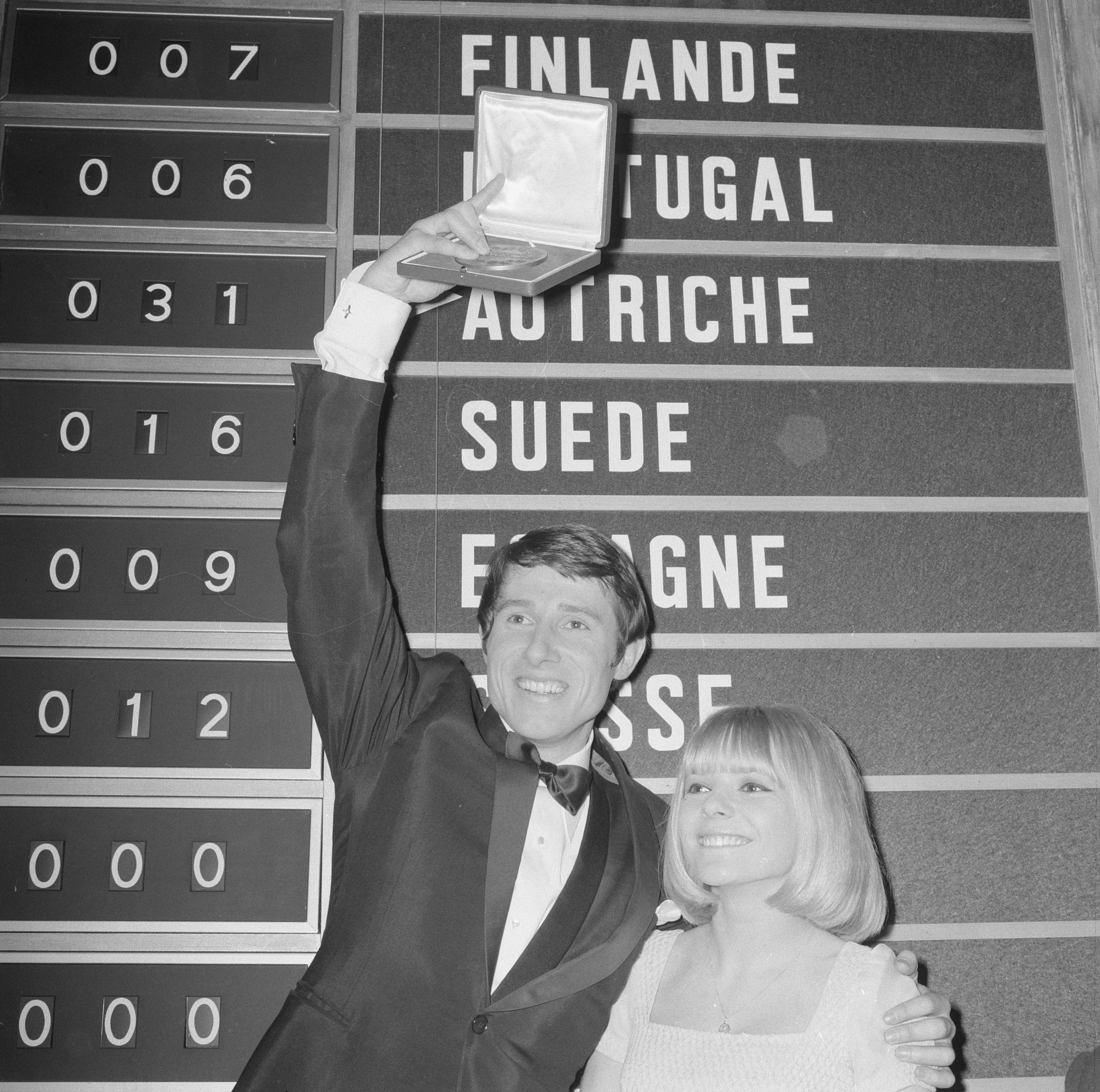
法蘭絲·蓋兒和烏多·尤爾根斯在盧森堡市的1966上，烏多·尤爾根斯為奧地利慶祝勝利。

1965年歐洲歌唱大賽是第十屆比賽，由義大利廣播電視公司（RAI）轉播，於1965年3月20日在義大利那不勒斯的義廣電那不勒斯音樂廳舉行。 創紀錄的18個國家參加了這一週年紀念活動，其中瑞典回歸，愛爾蘭首次亮相。 隨著比賽被東歐電視網收聽，並首次在蘇聯、捷克斯洛伐克、波蘭、匈牙利和東德等國家播出，1965年的比賽是迄今為止規模最大的比賽，估計全球觀眾達1.5億觀眾。 瑞典的參賽作品是用英語而不是他們的母語瑞典語表演的，這引起了一些爭議；儘管沒有其他競爭國家的抗議，但沒有規定一個國家可以使用哪種語言執行此操作。 盧森堡第二次獲勝，法國女歌手法蘭絲·蓋兒表演〈夢中的香頌娃娃〉"Poupée de cire, poupée de son"。 這是流行歌曲第一次贏得比賽，這將成為法蘭絲·蓋兒的國際熱門歌曲，並將影響未來幾年參加比賽的歌曲類型。
在1966年的比賽之前，歐廣聯邀請廣播公司提交他們認為應該在未來版本中引入的想法的提案。 這是因為盧森堡廣播公司擔心他們是否有能力舉辦下一場活動。 幾家廣播公司的一些共同想法包括：引入半決賽以减少競爭行為的數量，一些人還建議參賽國應在地理或語言基礎上進行劃分； 音樂專家在結果中擁有50%的股份，以使人們更加重視音樂質量； 以及收緊語言和提交限制的規定，設立一個執行首長角色，以監督比賽並提高製作標準。 關於比賽變更的進一步建議包括在多個地點舉辦比賽，表演和主辦職責在兩個或三個不同的參賽國家進行分配；有人擔心，在多個地點和多個樂團舉行的比賽中，音樂質量和一致性會受到影響，使用多個場地也會新增科技故障的風險，因此該提案被否决。 歐廣聯接著採納了一些提出的建議，以下的比賽由國家陪審團中的音樂專家參加，並實施了一項語言規則，規定歌曲必須用參與國的一種民族語言演唱。 其他變化，如半決賽和按既定標準分裂國家，將在未來幾十年內重新審視。
1966年歐洲歌唱大賽是第十一屆比賽，由盧森堡廣播公司（CLT）轉播，於1966年3月5日在盧森堡盧森堡市盧維尼大樓的廣播音樂廳舉行。 這標誌著盧森堡作為主持人的第二次比賽，使用與1962年相同的場地。這場比賽看到了一位黑人藝人在歐洲歌唱大賽的首次表演，由當時代表荷蘭的米莉·史考特。 烏多·尤爾根斯憑藉〈謝謝妳，親愛的〉"Merci, Chérie" 贏得了奧地利的首場胜利；這是尤爾根斯的第三次勝利嘗試，此前他曾在1964年獲得第6名，在1965年獲得第4名。
1967年歐洲歌唱大賽是第十二屆比賽，由奧地利廣播集團（ORF）轉播，於1967年4月8日在奧地利維也納的霍夫堡舉行。 丹麥退出本次比賽，將參賽國數量減少到17個。上次使用的評分系統是在1961年，即10名成員為陪審團最喜歡的國家投一票，現在重新引入，每個國家至少有一半的陪審團成員需要小於30歲。 在本屆比賽中首次引入的其他一些創新，例如在投票過程中拍攝歌手休息室以及每個國家的廣播公司任命一名官方代表，已經成為當今比賽的組成部分。 英國的珊蒂·蕭憑藉〈弦上的木偶〉"Puppet on a String" 以壓倒性的勝利贏得了這場比賽，英國獲得的票數是亞軍愛爾蘭的兩倍多，從而獲得了其首個歐洲歌唱大賽冠軍。
1968年歐洲歌唱大賽是該比賽的第13屆，由BBC轉播，於1968年4月6日在英國倫敦的皇家阿爾伯特音樂廳舉行。 這是比賽的第一次以彩色製作。 在緊張的投票過程中，西班牙和英國最終爭奪第一名，最終陪審團的投票決定性地支持西班牙的瑪希歐。 優安·曼努埃爾·色拉特最初被宣佈為西班牙代表，但當他想用加泰隆尼亞語唱歌時，西班牙獨裁者法蘭西斯科·佛朗哥要求他用西班牙語演唱〈啦，啦，啦〉"La，la，la"，導致他被瑪希歐取代。 2008年的一部西班牙紀錄片聲稱，為了避免在歐洲其他地區出現內亂並推動西班牙，佛朗哥在全球享有盛譽，他命令代理人試圖操縱其他國家陪審團的投票，以確保西班牙在比賽中獲勝。 紀錄片繼續暗示，在比賽前以〈恭喜〉"Congratulations" 獲得勝利的英國克里夫·李察應該是獲勝者。 然而，任何潛在賄賂的有效性一直存在爭議，包括瑪希歐在內的其他人指責紀錄片創作者和廣播公司製造了醜聞。 

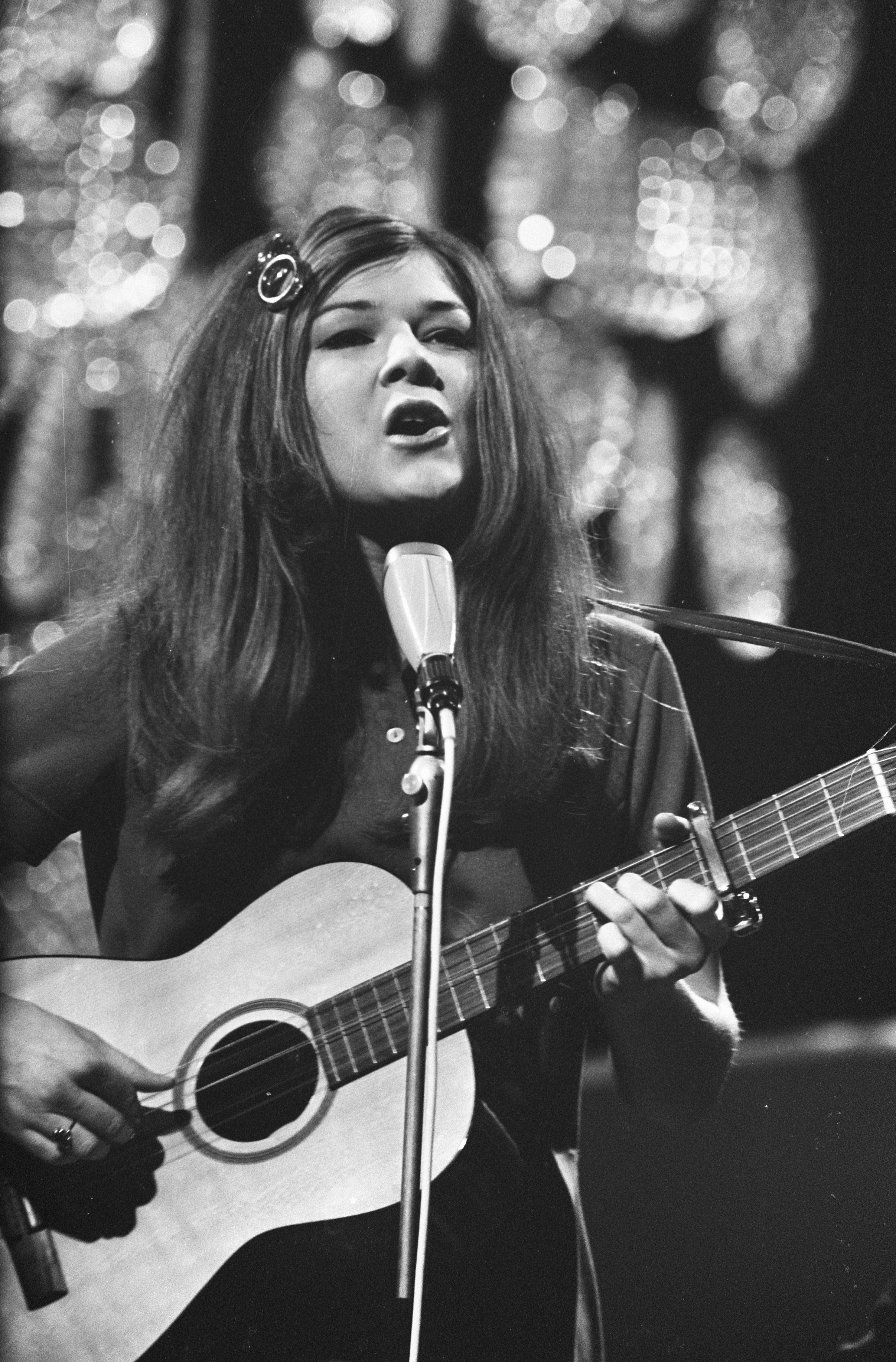
荷蘭的倫尼·庫爾是1969四位獲勝者之一。

1969年歐洲歌唱大賽是第十四屆比賽，由西班牙廣播電視公司（TVE）轉播，於1969年3月29日在西班牙馬德里的皇家劇院舉行。 16個國家參加了今年的比賽，奧地利因西班牙獨裁政權拒絕參加。 在緊張的投票過程中，法國、西班牙、荷蘭和英國爭奪第一名，最終評委會的投票結果顯示，所有四個國家都以相同的分數結束比賽。由於沒有任何規則可以打破並列第一名，所有四個國家都被宣佈為勝利者，這是一年內唯一一次超過一個國家獲勝。 幸運的是，四枚獎牌獲得了頒獎，西班牙的莎樂美、英國的露露、荷蘭的倫尼·庫爾和法國的{{link-en|弗里達·博卡拉|Frida Boccara}在重演所有四首獲獎歌曲之前都能夠獲得獎品：〈我現場唱歌〉"Vivo cantando"、〈轟隆邦邦〉"Boom Bang-a-Bang"、〈鬧劇一場〉"De troubadour" 和〈一天，一個孩子〉"Un jour, un enfant"。 結果意味著法國在比賽中獲得了創紀錄的第四場勝利，荷蘭獲得了第三場勝利，西班牙和英國獲得了第二場勝利；西班牙也成為第一個連續兩場勝利的國家。

## 1970年代
1970年歐洲歌唱大賽是第十五屆比賽，由荷蘭廣播聯盟（NOS）轉播，於1970年3月21日在荷蘭阿姆斯特丹的RAI會議中心舉行。 在1969年四位三賽者並列第一名之後，西班牙和英國因最近舉辦過比賽而拒絕參加抽籤，因此舉行了抽籤以確定比賽的東道國。 對1969年比賽結果的普遍不滿導致芬蘭、挪威、瑞典和葡萄牙退出，奧地利和丹麥也拒絕參加回應，只留下12個國家參加阿姆斯特丹的比賽，這是自1959年以來最低的參賽人數。 首次引入了決勝規則，以確保不會再有聯合獲勝者：在並列第一名的結果中，有關國家的藝人將再次表演，所有其他其他國家的陪審團將通過舉手決定獲勝者;如果這也導致平局，那麼這些國家將分享冠軍頭銜。 當年，許多創新技術首次實施，這些創新後來成為比賽的常規功能，最初是作為擴大廣播的一種方式，因為參賽作品數量較少。其中包括突出東道國的擴展開場電影序列，以及突出參與者或東道國並放置在競爭歌曲之間的短片剪輯「明信片」。 愛爾蘭的獲勝次數比其他任何國家都多，該國在本屆取得了第一場勝利，以〈各種各樣的一切〉"All Kinds of Everything" 奪冠。
1971年歐洲歌唱大賽是第十六屆比賽，由愛爾蘭廣播電視（RTÉ）轉播，於1971年4月3日在愛爾蘭都柏林的歡樂劇院舉行。 比賽的一些變化首次允許組別，最多有六名表演者上台；以前，在最多三位支持藝人的支持下，只允許一到兩位主唱。 本次比賽還引入了新的投票系統，以確保有一個明確的獲勝者並避免國家獲得零分：每個國家的兩名陪審員，一名低於25歲，另一名高於25歲，排名所有歌曲，除了他們自己國家的歌曲，以1到5分制。 所有國家現在都有義務提供其參賽作品的音樂影片，並在比賽前通過預覽節目播放所有參賽作品。 隨著這些變化，在1970年退出的國家感到能夠回歸，共有18名參賽者出席，這是自1966年以來最大的比賽，挪威、瑞典、芬蘭、奧地利和葡萄牙回歸，馬爾他首次亮相。截至2021年 摩納哥錄製了他們的第一個，並且僅在2022年，與法國歌手賽費琳一起以〈長椅、樹木、道路〉"Un banc, un arbre, une rue" 贏得了該國的勝利。
1972年歐洲歌唱大賽是第十七屆比賽，由BBC轉播，於1972年3月25日在英國愛丁堡的亞瑟廳舉行。 摩納哥的蒙地卡羅電視台（TMC）最初表示有興趣主辦，但摩納哥沒有合適的場地來及時舉辦比賽。在西班牙的電視台和德國的公共廣播聯盟在前一年分別獲得第二和第三名，法國的國家廣播電視（ORTF）拒絕了主辦機會後，BBC再次提出介入，首次將比賽帶到倫敦和英格蘭以外的蘇格蘭首府。 1971年的18個國家再次出席，並實施了同樣的投票制度。 比賽在28個國家進行了直播，首次在亞洲進行了現場直播，觀眾可以在日本、台灣、菲律賓、香港和泰國觀看比賽。 盧森堡獲得了第三次比賽勝利，希臘歌手維琪·黎安託憑藉〈之後的你〉"Après toi" 獲得了勝利； 這是維琪·黎安託在歐洲電視網的第二次嘗試，此前他曾在1967年為盧森堡獲得第4名。
1973年歐洲歌唱大賽是第十八屆比賽，由盧森堡廣播公司（CLT）展波，於1973年4月7日在盧森堡盧森堡市的大劇院舉行。 以色列首次亮相，成為第一個參加比賽的非歐洲國家，而奧地利和馬爾他都退出了比賽，使參賽國總數達到17個。 慕尼黑慘案發生不到一年後，由於以色列的首次亮相，安全異常緊張，當局和以色列代表團將場地封鎖在他們的旅館內，並在不需要時被武裝警衛包圍。觀眾也被警告不要在演出期間站立，冒著被槍殺的風險。 今年是語言規則的首次廢除，允許參與者自由選擇他們希望表演的語言：幾個國家利用了這一點，芬蘭和瑞典用英語演唱，而挪威則用英語和法語演唱。 預先錄製的背景音軌也是第一次被允許，但所有的人聲仍然需要現場表演，並且軌道上的任何樂器都必須在舞台上看到。 盧森堡連續第二年贏得比賽，法國歌手安妮·瑪麗·大衛以〈認出你自己〉"Tu te reconnaîtras" 為盧森堡帶來了第四次勝利。因此，盧森堡成為第一個贏得兩次背靠背勝利的國家，西班牙在1968年和1969年都贏得了冠軍，但分享了後者的冠軍頭銜。
1974年歐洲歌唱大賽是第十九屆比賽，由BBC轉播，於1974年4月6日在英國布萊頓的巨蛋廳舉行。 盧森堡廣播公司連續第二年拒絕了主辦比賽的提議，1973年獲得亞軍的西班牙電視台也拒絕了主辦職責；以色列廣播局（IBA）的提議由於技術能力有限而被拒絕，最終BBC再次拋出橄欖枝，第五次主辦比賽。 共有17個國家參賽，希臘首次亮相；在法國總統喬治·龐畢度去世後，法國在比賽前幾天退出了比賽，以表示對該國國葬的尊重，因為國葬剛好安排在比賽當天。 投票系統再次修改，以恢復1970年上次使用的系統，10名陪審團成員為他們最喜歡的歌曲投一票。 瑞典的ABBA憑藉〈滑鐵盧〉"Waterloo" 被宣佈為比賽的獲勝者，這使瑞典獲得了第一個歐洲歌唱大賽冠軍。 ABBA在比賽中的勝利將推動他們在世界範圍內聲名鵲起，估計在他們的職業生涯中售出了3.8億張唱片，僅〈滑鐵盧〉就賣出了500萬張，成為比賽中最成功的獲獎歌曲之一。
1975年歐洲歌唱大賽是該比賽的第20屆，由瑞典廣播電台（SR）轉播，於1975年3月22日在瑞典斯德哥爾摩的斯德哥爾摩國際博覽會舉行。 創下新紀錄的19個國家參加了本屆比賽，其中希臘退出，法國和馬耳他回歸，土耳其首次參賽。 由於隨之而來的費用，瑞典廣播電台最初對舉辦比賽猶豫不決，並希望所有參賽國分擔成本，但這些成本分攤計劃並未在1975年賽事中及時實施。 斯德哥爾摩活動也見證了左翼活動人士的示威，他們反對舉辦活動的高成本。 本次比賽引入了一種新的投票系統，這是未來所有比賽中獎勵積分的基礎：每個國家的陪審團給他們排名第一的歌曲給12分，第二名給10分，然後是第三到第十名的歌曲給8到1分依序排名。 荷蘭是第一個在這個新系統下贏得比賽的國家，示教樂團憑藉〈叮了個咚〉"Ding-a-dong" 第四次贏得荷蘭歐洲歌唱大賽冠軍。
1976年歐洲歌唱大賽是該比賽的第21屆比賽，由荷蘭廣播聯盟（NOS）轉播，於1976年4月3日在荷蘭海牙的荷蘭會議大廈舉行。  前一年的東道主瑞典為回應1975年賽事期間的抗議活動，並擔心再次獲勝會帶來舉辦賽事的成本，决定退出，馬爾他和土耳其也一起加入，然而奧地利和希臘重返賽事，共有18個國家作為東道主登上了荷蘭第三屆賽事的舞台。 部分是為了回應瑞典廣播電台提出的擔憂，所有競爭國家現在都被要求為歐洲電視台的運營成本出資，出資費的價值取決於該國的觀眾和人口。 英國贏得了第三次歐洲歌唱大賽冠軍，這要歸功於兄弟情誼合唱團的〈將你的吻保留給我吧〉"Save Your Kisses for Me"，這將繼續在全球銷售超過600萬張唱片，比其他屆比賽歷史上任何其他獲獎歌曲都多。
1977年歐洲歌唱大賽是該比賽的第22屆，由BBC轉播，於1977年5月7日在英國倫敦的溫布利會議中心舉行。 原定於4月2日舉行的BBC攝影師和技術人員的罷工迫使其推遲了近一個月。 在這次比賽中，語言規則被重新引入，這意味著歌曲只能用它所代表的國家的一種民族語言進行表演。 18個國家參加了倫敦賽事，瑞典重返比賽，南斯拉夫退出比賽。突尼西亞也試圖首次參加比賽，但這最終沒有實現，儘管在舞台上獲得了第四位出場。 法國隊創下了第五次贏得歐洲歌唱大賽冠軍的新紀錄，瑪麗·米麗安以〈鳥兒和孩子〉"L'oiseau et l'enfant" 奪冠，這是法國隊迄今為止的最後一場勝利。
1978年歐洲歌唱大賽是該比賽的第23屆，由法國電視一台轉播，於1978年4月22日在法國巴黎的會議宮舉行。 20個國家的新紀錄參加了法國作為東道主的第三次演出，丹麥和土耳其回歸，前者自1966年以來首次亮相。 以色列首次贏得比賽，由伊扎爾·科恩和阿爾法貝塔代表以歌曲〈我愛你〉"A-Ba-Ni-Bi"。 事實證明，以色列的獲勝對許多正在播放該賽事的非競爭性廣播公司來說是個問題，特別是那些對以色列的認可有限對阿拉伯世界的廣播公司，許多廣播公司在很明顯以色列會獲勝時提前結束了該賽事的轉播。
1979年歐洲歌唱大賽是該比賽的第24屆，由以色列廣播局（IBA）轉播，於1979年3月31日在耶路撒冷國際會議中心舉行。 19個國家參與其中，土耳其最初打算參與並已經選擇了他們的行動，但在阿拉伯國家的壓力下，土耳其在後期退出，該國家反對以穆斯林為主的國家參與以色列。 緊張的結果讓以色列和西班牙爭奪第一名，西班牙僅領先一分進入最後的投票，這是西班牙自己的投票；通過給東道主10分，他們將以色列連續第二次獲勝，將勝利交給了蓋麗·阿塔莉和牛奶蜂蜜的歌曲〈哈雷路亞〉"Hallelujah"。

## 1980年代
1980年歐洲歌唱大賽是第25屆比賽，由荷蘭廣播聯盟（NOS）轉播，於1980年4月19日在荷蘭海牙的荷蘭會議大廈舉行。 以色列在上一年獲勝，最初同意主辦該賽事，但由於連續第二年舉辦該賽事的成本，以色列廣播局最終拒絕舉辦該賽事。在包括BBC在內的許多其他廣播公司似乎不願舉辦該活動後，最後由荷蘭廣播聯盟介入，他們認為他們可以使用與1976年相同的場地舉辦規模縮小的製作。 4月19日的日期對以色列來說是個問題，因為與該國的贖罪日發生衝突，並且在試圖改變以色列最終退出的日期失敗後，這是上一年的獲勝國家第一次也是唯一一次無法捍衛其冠軍頭銜。 摩納哥也退出了比賽，但參賽國家的數量保持穩定在19個，土耳其重返比賽，摩洛哥首次參賽，成為第一個參加比賽的非洲國家。 強尼·羅根在海牙錄製了他在歐洲歌唱大賽三次勝利中的第一次，憑藉歌曲〈又是怎樣的一年〉"What's Another Year"，為愛爾蘭贏得了第二次勝利。
1981年歐洲歌唱大賽是該比賽的第26屆，由愛爾蘭廣播電視（RTÉ）轉播，於1981年4月4日在愛爾蘭都柏林的皇家都柏林協會舉行。 共有20個國家參加比賽，賽普勒斯首次亮相，以色列和南斯拉夫重返比賽，摩洛哥和義大利退出，後者是自比賽誕生以來的首次。 預計全球觀眾將達到約5億觀眾，約有30個國家/地區在歐洲、亞洲和北非進行廣播。 投票結果歸結為瑞士、英國和德國之間的激烈角逐，英國以4分的優勢贏得了第四場胜利。野性呼喚樂團是專門為比賽而組建的，在接下來的幾年裡取得了巨大的成功，他們的歐洲歌唱大賽冠軍歌曲〈讓你大開眼界〉"Makeing Your Mind Up"將繼續成為歐洲國內的熱門歌曲。
1982年歐洲歌唱大賽是第27屆比賽，由BBC轉播，於1982年4月24日在英國哈羅蓋特的哈羅蓋特會議中心舉行。 共有18個國家參加比賽，法國和希臘退出。 法國電視一台撤回了對比賽音樂質量的責備，並將其描述為“胡言亂語的里程碑”，希臘本應在當晚排名第二位出場，但在比賽開始前幾週被迫退出比賽，因為該國發現自己的參賽作品之前已經發佈，而且是根據一首希臘民歌改編的。德國在投票中占主導地位，並將在當前系統下以最大的優勢獲勝（161分），並獲得創紀錄的12分，9個陪審團將他們排在首位。妮可成為第一個贏得比賽的德國藝人，在他們第一次參賽26年後，在獲勝的重演期間，她將用英語、法語、荷蘭語和原曲德語表演她的獲獎作品〈一點點和平〉"Ein bißchen Frieden"。
1983年歐洲歌唱大賽是第28屆比賽，由巴伐利亞廣播公司（BR）代表德國公共廣播聯盟（ARD）轉播，於1983年4月23日在西德慕尼黑的魯迪·塞德爾邁耶體育館舉行。 20個國家參加了德國的第二場比賽，主辦方分別來自義大利、希臘和法國，後者由新的廣播公司法國電視二台代表，此前一年的缺席引發了公眾強烈抗議，但愛爾蘭首次退出比賽到廣播公司的金融危機。 在以微弱優勢擊敗以色列、瑞典和南斯拉夫之後，盧森堡獲得了第五次全勝，法國歌手科琳娜·愛馬仕憑藉〈若人生是一件禮物〉"Si la vie est cadeau" 鞏固了該國的地位。
1984年歐洲歌唱大賽是第29屆比賽，由盧森堡廣播公司（CLT）轉播，於1984年5月5日在盧森堡盧森堡市的大劇院舉行。 共有19個國家參加，愛爾蘭重返比賽，以色列拒絕參加，因為比賽日期與贖罪日發生衝突，希臘也在後期退出，因為廣播公司認為他們的潛在歌曲質量太低不適合比賽。 黛絲瑞·諾斯布許被選為該活動的女主持人，成為比賽中最年輕的主持人，年僅19歲。 在ABBA為瑞典贏得第一次歐洲歌唱大賽冠軍10年後，哈雷斯兄弟為這個斯堪的納維亞國家贏得了第二次勝利，以〈滴嘰-嚕 滴嘰-哩〉"Diggi-Loo Diggi-Ley" 參加了比賽。
1985年歐洲歌唱大賽是第30屆比賽，由瑞典電視台（SVT）轉播，於1985年5月4日在瑞典哥德堡的斯堪地那維亞體育場舉行。 1985年的賽事有超過八千名觀眾在場，是迄今為止舉辦的規模最大的賽事，也是第一次通過衛星直播的比賽。 19個國家再次出現，以色列和希臘回歸賽事，但南斯拉夫和荷蘭退出，後者是第一次；在這兩種情況下，比賽都與國家紀念日發生衝突，在荷蘭和南斯拉夫舉行的死者紀念日是總統約瑟普·布羅茲·狄托逝世週年紀念日。 挪威、德國和瑞典在投票的激烈角逐中，長期輸家首次獲勝：挪威此前曾六次進入墊底，比其他任何國家都多，當短襪二人組出現時，他們在體育場上舉行了盛大的慶祝活動！以〈來搖滾吧〉"La det swinge" 為獲勝者加冕。
1986年歐洲歌唱大賽是該比賽的第31屆，由挪威廣播公司（NRK）轉播，於1986年5月3日在挪威卑爾根的格里格音樂廳舉行。 共有20個國家參賽：荷蘭和南斯拉夫在缺席一年後回歸，冰島首次亮相。 義大利已決定退出今年的比賽，而希臘由於比賽恰逢聖週六而在後期退出。 在一個具有里程碑意義的事件中，第500首為歐洲歌唱大賽舞台增光添彩的歌曲在本次比賽中演出，由盧森堡的謝里斯·史蒂文斯的〈我生命中的最愛〉"L'amour de ma vie" 獻唱。  這場比賽還見證了LGBT社群成員的首次公開代表之一，當時挪威變裝團體“Great Garlic Girls”的成員伴隨著祖國歌手凱帝爾·斯托克坎。 比利時取得了第一個也是截至2022年唯一的勝利，桑德拉·金成為比賽中最年輕的獲勝者，年僅13歲，演唱歌曲〈我熱愛生活〉"J'aime la vie"； 桑德拉·金此前曾在比賽前告訴製片人她15歲，當真相大白時，排名第二的瑞士代表團抗議並請願取消比利時的資格，但沒有結果。
1987年歐洲歌唱大賽是該比賽的第32屆，由比利時法語區電視台及電台（RTBF）轉播，於1987年5月9日在比利時布魯塞爾的百年宮舉行。 比利時在首次參賽31年後，比其他任何國家等待的時間都更長。自比賽成立以來，兩個廣播公司負責選擇比利時的參賽作品，法語RTBF和荷蘭語比利時廣播電視（BRT）每隔一年輪換一次。最初，BRT想與去年獲勝的廣播公司RTBF共同製作比利時的第一場比賽，但兩個組織之間很快出現分歧，因此RTBF自己轉播了比賽，BRT選擇了比利時參賽。 22個國家參加了比賽，創造了新紀錄，義大利和希臘重返賽場，加入了去年的20個國家。 1980年比賽的獲勝者強尼·羅根返回愛爾蘭，並成為第一位在比賽中憑藉〈抱緊我〉"Hold Me Now" 獲得兩場勝利的藝人，該記錄到2021年強尼·羅根仍然保持著這一紀錄，從而為愛爾蘭帶來了第三次贏得比賽。
1988年歐洲歌唱大賽是該比賽的第33屆，由愛爾蘭廣播電視（RTÉ）轉播，於1988年4月30日在愛爾蘭都柏林的皇家都柏林協會舉行。 這是愛爾蘭的第三次比賽，與都柏林建國千年的同年舉行。 1987年的同一批國家引入，但賽普勒斯在後期被迫退出，因為發現他們的進入之前曾參加過1984年的賽普勒斯國家選拔賽。 愛爾蘭廣播電視製作團隊為使比賽現代化並吸引年輕觀眾做出了巨大努力，委託了一個現代舞台，這是迄今為止最大的舞台，有兩個巨大的電視螢幕牆，並且首次使用了計算機記分板。 在迄今為止最接近的比賽之一中，瑞士僅以一分優勢戰勝英國，當時不為人知的席琳·迪翁憑藉〈請別拋下我一人〉"Ne partez pas sans moi" 為瑞士贏得了第二次勝利。 儘管她贏得歐洲歌唱大賽的歌曲在商業上並不成功，但席琳·迪翁後來成為世界上最暢銷的藝術家之一，在她的整個職業生涯中售出了超過2億張唱片。
1989年歐洲歌唱大賽是該比賽的第34屆，由瑞士廣播電視集團（SRG SSR）轉播，於1989年5月6日在瑞士洛桑的博利厄宮舉行。 這標誌著歐洲歌唱大賽第二次在瑞士舉行，距首屆比賽在這個阿爾卑斯山國家舉行33年。隨著賽普勒斯回歸，1980年代的最後一場比賽等於1987年創下的22個參賽國家的紀錄。 今年對搶七規則進行了修改：現在將對並列第一的國家進行倒計時，獲得最多12分的國家被宣佈為獲勝者，並進一步與10分和如果需要打破平局，還可以進行較低的操作。 其中兩個競爭行為由於年紀輕輕而在比賽前引起了爭議，法國的娜塔莉·帕克和以色列的加利特·伯格·麥克（Galit Burg-Michael）分別以11歲和12歲成為比賽歷史上最年輕的參賽者。 南斯拉夫在比賽中取得了他們唯一的勝利，里瓦樂團憑藉〈搖啊搖〉"Rock Me" 獲得了勝利。

## 1990年代
1990年歐洲歌唱大賽是第35屆比賽，由南斯拉夫廣播電視（JRT）和札格瑞布廣播電視台（RTZ）轉播，於1990年5月5日在南斯拉夫札格瑞布的瓦特羅斯拉夫·利辛斯基音樂廳舉行。 1989年，針對以色列和法國歌手的回應，歐廣聯引入了新的年齡規則，禁止比賽當天未滿16歲的任何人參賽；這條規則意味著13歲的比賽中最年輕的獲勝者桑德拉·金將永遠如此。 義大利的托托・科圖諾成為十年來的第一個贏家，義大利憑藉〈團結一致:1992〉"Insieme: 1992" 贏得了第二次勝利，這是對計劃於1992年成立的歐盟的頌歌。
1991年歐洲歌唱大賽是該比賽的第36屆，由義大利廣播電視公司（RAI），於1991年5月4日在義大利羅馬的奇尼奇塔15號工作室舉行。 這是在義大利舉辦的第二屆比賽，由前兩位義大利獲勝者吉吉羅拉・錢恩奎蒂和托托・科圖諾頒發。比賽原計劃在歐洲歌唱大賽的靈感來源聖雷莫音樂節舉辦地聖雷莫舉行，但在海灣戰爭爆發後，廣播電視公司決定將比賽移至義大利首都，以更好地確保外國代表團比賽的安全。 由於比賽落在國家死難者紀念日上，荷蘭再次退出，但馬爾他自1975年以來首次參加比賽，參賽人數保持在22人；1990年10月德國統一後，德國也首次作為一個統一的國家出現。 記錄了有史以來最接近的最終結果，瑞典和法國都以相同的積分結束；瑞典隨後被宣佈為獲勝者，因為這是比賽歷史上唯一一次使用搶七規則，顯示瑞典比法國獲得了更多的10分，而這兩個國家都獲得了相同的12分。 卡羅拉因此成為第三位在第二次參加比賽時憑藉〈被一場愛情風暴捕獲〉"Fångad av en Stormvind" 贏得比賽的瑞典藝人，此前她曾在1983年比賽獲得第三名。
1992年歐洲歌唱大賽是該比賽的第37屆，由瑞典電視台（SVT），於1992年5月9日在瑞典馬爾默的馬爾默冰球館舉行。 創下新紀錄的23個國家參加了比賽，荷蘭重返賽場。 這場比賽將標誌著南斯拉夫的最後一次亮相，南斯拉夫已經開始解體，現在代表南斯拉夫聯邦共和國。 愛爾蘭的琳達·馬丁憑藉強尼·羅根創作的Why Me?獲得了冠軍，這使愛爾蘭獲得了第四次勝利，強尼·羅根作為表演者和詞曲作者獲得了第三次勝利；這是琳達·馬丁第二次參加比賽，此前他曾在1984年為愛爾蘭獲得第二名。 英國和馬爾他排名第二和第三，這是第一個只有英語歌曲進入前三名的比賽。
1993年歐洲歌唱大賽是該比賽的第38屆，由愛爾蘭廣播電視（RTÉ）轉播，於1993年5月15日在愛爾蘭磨坊街鎮格林格倫斯體育館舉行。 本場地仍然是唯一在都柏林以外舉行的比賽的愛爾蘭製作，作為一個只有一千五百人的小鎮，磨坊街鎮成為迄今為止最小的歐洲歌唱大賽主辦方，儘管格林格倫斯體育館能夠容納多達八千名觀眾。 1990年代歐洲的變化首先體現在這場比賽上，隨著蘇聯解體和南斯拉夫解體，幾個新的國家成立，希望第一次參加比賽。為了容納這個不斷增長的數字，第一次歐洲歌唱大賽預賽於4月3日在斯洛維尼亞盧比安那舉行的「磨坊街鎮預賽」； 七個國家在比賽中爭奪三個席位，前南斯拉夫國家斯洛維尼亞，波士尼亞與赫塞哥維納和克羅埃西亞成為贏家，加入了參加磨坊街鎮的22個國家，只有南斯拉夫缺席，在聯合國製裁後被禁止參加比賽。 為了在未來幾年更好地管理參賽國，引入了降級制度，使排名墊底的國家在次年缺席，並被新的和回歸的國家所取代。 英國和愛爾蘭之間的投票很快展開了一場雙馬賽跑，最終的陪審團對東道主的勝利至關重要：尼芙·卡瓦納成為第一個在本土獲勝的愛爾蘭表演者，他們的第二個〈在你眼裡〉"In Your Eyes" 連續獲勝和新紀錄的第五次總勝。
1994年歐洲歌唱大賽是第39屆比賽，由愛爾蘭廣播電視（RTÉ）轉播，於1994年4月30日在愛爾蘭都柏林的點劇院舉行。 愛爾蘭廣播電視因此成為第一個連續舉辦兩場比賽的廣播公司。7個國家首次參加比賽，取代了磨坊街鎮排名墊底的6個國家和自願退出的義大利；盧森堡是降級的國家之一，尚未重新參加比賽。 愛沙尼亞、匈牙利、羅馬尼亞和斯洛伐克在前一年未能從磨坊街鎮預賽獲得資格，加入了來自立陶宛、波蘭和俄羅斯的新參賽者，與來自磨坊街鎮的前18個國家競爭。 大河之舞後來成為世界上最成功的舞蹈作品之一，在這一版中作為幕間式表演首次亮相；最初是一場七分鐘的表演，後來擴展為一場完整的表演，將在全球450多個場地上演，超過2.5億人觀看。 本次比賽的投票過程中使用了衛星連接，這使得陪審團的發言人第一次出現在視覺中。 愛爾蘭連續第三次獲勝，這是一項尚未被複製的壯舉，並在保羅·哈靈頓和查理·麥基蒂根以及〈搖滾小子〉"Rock 'n' Roll Kids" 的幫助下贏得了創紀錄的第六次勝利； 波蘭獲得了迄今為止最好的表現當艾迪塔·歌娳婭獲得第二名時，被視為首次亮相的國家。
1995年歐洲歌唱大賽是該比賽的第40屆，由愛爾蘭廣播電視（RTÉ）轉播，於1995年5月13日在愛爾蘭都柏林的點劇院舉行。 愛爾蘭廣播電視擔心連續第三年舉辦該比賽，BBC提交了參加該活動的提議，並提議在北愛爾蘭首府貝爾法斯特聯合製作； 最終，愛爾蘭廣播電視決定製作比賽獨奏，連續第三次舉辦比賽，這仍然是一個記錄，點劇院成為第一個連續舉辦兩場比賽的場地。 競爭國家的數量減少到23個，1994年排名墊底的7個國家降級，1993年在磨坊街鎮降級的5個國家回歸。 挪威憑藉愛爾蘭－挪威二重奏組神秘園和歌曲〈夜曲〉"Nocturne" 獲得了第二次比賽勝利； 在獲勝後出現了一些批評，即作為一個主要只包含24個單詞的主要器樂數字，獲勝歌曲不應該有資格參加歌曲比賽，但無濟於事。
1996年歐洲歌唱大賽是該比賽的第41屆，由挪威廣播公司（NRK）轉播，於1996年5月18日在挪威奧斯陸的奧斯陸室內音樂廳舉行。 在本次比賽中引入了一個新的資格賽系統，主要是為了安撫德國，這是比賽最大的財政支持者之一，否則就會降級，除主辦國外，所有國家都參加了僅限音訊的資格賽。 共有29個國家參賽，所有參賽國和挪威投票決定22個國家晉級決賽。 然而，德國將與匈牙利、丹麥、俄羅斯、以色列、羅馬尼亞和前南斯拉夫的馬其頓一起成為被淘汰的七個國家之一，這將是他們的首次參賽。 自2021年以來，這是第一次也是唯一一次使用虛擬現實技術進行投票，記分板的圖形疊加在比賽的“藍色房間”上。 愛爾蘭獲得了創紀錄的第七次勝利，艾米爾·奎因憑藉“The Voice”獲得了五年來的第四次勝利。 與之前的比賽一樣，商業上最成功的參賽作品將是失敗的歌曲之一，英國的吉娜·G的〈噢，啊...只是有一點〉"Ooh Aah... Just a Little Bit" 成為國際熱門歌曲，入圍美國告示牌百大單曲榜的前20名並最終獲得葛萊美獎提名； 該單曲也是最後一個在英國單曲榜上排名第一的英國作品。
1997年歐洲歌唱大賽是該比賽的第42屆，由愛爾蘭廣播電視（RTÉ）轉播，於1997年5月3日在愛爾蘭都柏林的點劇院舉行。 25個國家參加了在點劇院舉行的第三場比賽，實施了新的降級制度以減少參賽人數：每個國家在過去四場比賽中獲得的積分用於計算每個國家的平均得分，平均水平最低的國家被要求缺席一年。 由於與贖罪日發生衝突，以色列自願退出，讓原本會降級的波赫獲得機會；義大利在缺席四年後也短暫回歸，這將是他們14年來的最後一次參賽。 在本次比賽中首次使用電話投票是在試行的基礎上實施的，來自奧地利、瑞士、德國、瑞典和英國的分數由觀眾決定，而不是由一個集結的陪審團決定。 現在也可以不受限制地允許完整的背景音軌，如果需要，可以在沒有現場音樂的情況下演奏歌曲，儘管仍然需要現場人聲。 英國在上一次獲勝後16年第五次獲得勝利，以卡翠娜與波浪樂團的〈我愛閃耀光芒〉"Love Shine a Light"。
1998年歐洲歌唱大賽是該比賽的第43屆，由BBC轉播，於1998年5月9日在英國伯明翰的國家室內體育館舉行。 25個國家參加了在英國舉行的第八場比賽，創下新紀錄，其中馬其頓首次亮相。 繼1997年成功試驗之後，大多數國家首次在本次比賽中進行了電話投票。 觀眾廣泛確定的第一個結果是以色列、英國和馬爾他爭奪第一名，以色列的達娜國際以最終結果宣布獲勝，以色列憑藉〈迪瓦女神〉"Diva" 獲得第三次勝利。 達娜國際是比賽的第一位跨性別表演者，在她被選中參加比賽後，她在以色列成為了一個有爭議的人物，以色列社會的保守派人士提出了批評，狂熱分子別也收到了死亡威脅。
1999年歐洲歌唱大賽是該比賽的第44屆，由以色列廣播局（IBA）轉播，於1999年5月29日在以色列耶路撒冷的國際會議中心舉行。 23個國家作為東道主參加了以色列的第二場比賽，立陶宛在缺席5年後重返賽場。 這是第一次沒有管弦樂隊的比賽，這已成為今年的一項可選要求，以色列廣播局已利用這一改變來降低成本。 這一變化被證明是有爭議的，這意味著所有參賽作品都將首次附有背景音軌，前冠軍強尼·羅根聲稱這一決定將比賽變成了“卡拉OK”。 語言規則也再次放寬，允許藝人選擇以任何語言表演，現在許多人選擇用英語唱歌。 此次比賽形成了“四大金主國”，該規則由比賽的最大財政支持者德國、法國、西班牙和英國組成，現在可以免於降級，並且可以每年參加。 這場比賽成為瑞典和冰島之間的一場勢均力敵的比賽，夏洛特·佩雷利憑藉〈帶我去你的天堂〉"Take Me to Your Heaven" 贏得了瑞典的第四次比賽勝利。 在重播獲勝後，所有參與的藝人聚集在舞台上演唱〈哈利路亞〉"Hallelujah"，這是1979年以色列的獲勝歌曲，作為對當時正在進行的巴爾幹戰爭受害者的致敬。

## 2000年代
2000年歐洲歌唱大賽是該比賽的第45屆，由瑞典電視台（SVT）轉播，於2000年5月13日在瑞典斯德哥爾摩的愛立信球形體育館舉行。 24個國家參加了比賽，拉脫維亞首次亮相。 千禧年的第一場比賽在其歷史上最大規模的觀眾面前舉行，超過13,000名觀眾在賽場上觀看了這場表演，這是第一次通過網路直播的比賽丹麥贏得了第二次勝利，這是自1963年以來的第一次勝利，由歐森兄弟代表，其歌曲〈飛上愛的翅膀〉"Fly on the Wings of Love"。[84]排名第二的俄羅斯請求取消這首歌的部分使用聲碼器的資格，但被歐廣聯拒絕。
2001年歐洲歌唱大賽是該比賽的第46屆，由丹麥廣播公司（DR）轉播，於2001年5月12日在丹麥哥本哈根的帕肯球場舉行。 為比賽專門在足球場上方建造了一個可伸縮的屋頂，38,000名觀眾成為歐洲歌唱大賽有史以來最大的現場觀眾，這一紀錄仍然保持著。 總共有23個國家參加了比賽，降級制度再次被改變，取消了平均得分比較，並恢復了1994年和1995年使用的降級制度，無論排名如何，四大金主國可以豁免。 愛沙尼亞被宣佈為獲勝者，由塔內爾·帕達爾、戴夫·班頓和2XL以〈大家一起來〉"Everybody" 代表。 憑藉他們的勝利，愛沙尼亞成為前東歐集團中第一個贏得比賽的國家，引發了新國家連續8年的勝利，出生於阿魯巴的戴夫·班頓成為第一位贏得比賽的黑人藝人。
2002年歐洲歌唱大賽是該比賽的第47屆，由愛沙尼亞電視公司（ETV）轉播，於2002年5月25日在愛沙尼亞塔林的薩庫蘇爾哈爾體育館舉行。 24個國家參加了在前鐵幕後舉行的第一場比賽。 馬塞爾·貝桑松獎是一系列額外的獎項，旨在表彰在每場比賽的決賽中由認可的媒體、評論員和作曲家投票選出的一些最佳歌曲和藝人，該獎項首先在本次比賽中頒發，隨後在此後的每場比賽中都有亮相，傳統上在決賽前不久在後台分發。 拉脫維亞在他們第一次參賽僅兩年後就獲得了第一個頭銜，由瑪麗亞·N的"I Wanna" 代表。 拉脫維亞最初因在哥本哈根的糟糕表現而被降級，但當葡萄牙決定自願退出時，拉脫維亞才因此倖免。
2003年歐洲歌唱大賽是該比賽的第48屆，由拉脫維亞電視台（LTV）轉播，於2003年5月24日在拉脫維亞里加的斯孔托體育館舉行。 26個國家參加了比賽，烏克蘭首次參加比賽。  這將成為最後一場在一個晚上舉行的比賽，2003年1月宣布，從2004年起將引入預賽：2003年賽事的前10名國家與“四大金主國”一起將自動獲得資格2004年決賽，所有其他國家在預賽中爭奪前10名資格名額。 土耳其贏得了歐洲歌唱大賽的第一次勝利，賽兒塔柏在有史以來最接近的比賽之一中獲勝，因為〈盡我所能〉"Everyway That I Can"以3分之差贏得了前三個國家的勝利。
2004年歐洲歌唱大賽是第49屆比賽，由土耳其廣播電視公司（TRT）轉播，於2004年5月12日至15日在土耳其伊斯坦堡的阿卜迪伊佩克奇室內體育館舉行。 創下的36個國家參加了在新格式下舉行的第一場比賽，2003年降級的國家加入了阿尔巴尼亚、安道爾、白俄羅斯和塞爾維亞與蒙特內哥羅的首次亮相，摩納哥也在時隔25年後再次亮相 22個國家進入首屆歐洲歌唱大賽預賽，前10名進入決賽的14個自動預賽。 烏克蘭作為該屆的獲勝者，僅在第二次比賽中亮相，由魯斯蘭娜的代表作〈狂舞〉"Wild Dances" 。
2005年歐洲歌唱大賽是第50屆比賽，由烏克蘭國家電視廣播公司（NTU）轉播，於2005年5月19日至21日在烏克蘭基輔的體育宮舉行。 共有39個國家參加比賽，摩爾多瓦和保加利亞首次參賽，匈牙利自1998年以來再次回歸。 黎巴嫩也計劃首次亮相，但由於與以色列競爭的問題，該國在後期退出了。 希臘的艾蓮娜·帕帕里祖憑藉〈我的頭號情人〉"My Number One" 成為比賽週年紀念版的獲勝者，這是希臘在31年後的比賽中首次獲勝。
2005年10月22日，為慶祝比賽誕生50週年，舉辦了一場特別比賽。歐洲歌唱大賽50周年慶典，由丹麥廣播公司舉辦，在丹麥哥本哈根的哥本哈根會展中心舉行，由前歐洲歌唱大賽選手卡崔娜·萊斯卡尼奇和雷納斯·考普斯主持。 14首來自歐洲歌唱大賽歷史的歌曲，由粉絲和比賽的參考小組選出，競爭確定比賽前50年中最受歡迎的歌曲。 在當時參加歐洲歌唱大賽的31個國家進行現場直播，觀眾和陪審團的綜合投票在兩輪比賽中選出了獲勝者。 在節目結束時宣布的獲勝歌曲是ABBA的〈滑鐵盧〉"Waterloo"，這是1974年瑞典比賽的獲勝歌曲。
2006年歐洲歌唱大賽是該比賽的第51屆，由希臘廣播電視公司（ERT）轉播，於2006年5月18日至20日在希臘雅典的奧林匹克室內體育館舉行。 37個國家參加了比賽，亞美尼亞首次亮相。塞爾維亞與蒙特內哥羅本來打算參加比賽，但由於對國家選拔獲勝者的爭議導致他們遲到退出。 這場比賽創造了一個新的里程碑，演奏了歐洲歌唱大賽歷史上的第1000首歌曲，由愛爾蘭布萊恩·甘迺迪在中表演的〈每首歌都是對愛的呼喚〉"Every Song Is a Cry for Love"。 在首次參加比賽45年後，芬蘭獲得了首次勝利，由妖怪樂團的代表作〈暗黑搖滾哈雷路亞〉"Hard Rock Hallelujah"。
2007年歐洲歌唱大賽是該比賽的第52屆，由芬蘭廣播公司（YLE）轉播，於2007年5月10日至12日在芬蘭赫爾辛基的哈特瓦爾體育館舉行。 創下新紀錄的42個國家參加了比賽，其中捷克、喬治亞、蒙特內哥羅和塞爾維亞首次參賽，後兩個國家首次成為獨立國家。 28個國家參加了預賽，這是歐洲歌唱大賽中參賽人數最多的國家。 塞爾維亞成為第二個首次亮相就獲勝的國家，由瑪麗亞·舍里福維奇的代表作〈祈禱者〉"Molitva"。
2008年歐洲歌唱大賽是該比賽的第53屆，由塞爾維亞廣播電視（RTS）轉播，於2008年5月20日、22日和24日在塞爾維亞貝爾格勒的貝爾格勒球館舉行。 創下新紀錄的43個國家參加了比賽，亞塞拜然和聖馬利諾首次參加比賽。 該屆比賽引入了兩場預賽，除了東道國和“四大金主國”之外的所有國家現在都在兩場預賽中的一場比賽。 俄羅斯以季馬·比蘭和歌曲〈相信〉"Believe"為代表獲得了首次比賽勝利；這是季馬·比蘭第二次出現在比賽中，此前他曾在2006年為俄羅斯獲得第二名。
2009年歐洲歌唱大賽是第54屆比賽，由第一頻道（C1R）轉播，於2009年5月12日、14日和16日在俄羅斯莫斯科的莫斯科奧林匹克體育場舉行。 42個國家參加了比賽，其中包括11年來再次亮相的斯洛伐克。 喬治亞的加入引發了爭議，因為它被指控在最近的俄喬戰爭後批評俄羅斯總統弗拉基米爾·普丁；在歐廣聯提出的更改歌詞的請求被拒絕後，喬治亞隨後退出。 評審團今年重返比賽，決賽中的得分由評審團和電話投票的平等組合決定；然而，在這場比賽中，預賽和決賽的仍然主要由電話投票決定。 挪威獲得了第三次比賽勝利，亞歷山大·雷巴克憑藉〈童話〉"Fairytale" 贏得了一場失控的勝利；亞歷山大·雷巴克以387分獲得了比賽中最高的總分，這仍然是該系統下的最高總分。

## 2010年代
2010年歐洲歌唱大賽是第55屆比賽，由挪威廣播公司（NRK）轉播，於2010年5月25日、27日和29日在挪威奧斯陸的泰倫拿體育館舉行。 共有39個國家參加，喬治亞在缺席一年後返回。 然而，由於2007年－2008年金融危機的影響，一些國家退出了比賽，包括尚未重返賽事的安道爾，危機也影響了比賽的製作。 在2009年決賽中看到的陪審團和電話投票的混合被擴展到今年的預賽，在每場預賽中確定10名決賽參賽國時，各國都有同等的利益。 德國獲得了第二次比賽勝利，成為自1999年成立以來第一個獲勝的“四大金主國”，萊娜憑藉〈錄音帶〉"Satellite" 成為28年來第一個德國獲勝者。
2011年歐洲歌唱大賽是第56屆比賽，由北德廣播公司（NDR）代表德國公共廣播聯盟（ARD）轉播，於2011年5月10日、12日和14日在德國杜塞道夫的思捷環球競技場舉行。 43個國家參加了在德國本土舉行的第三次比賽，追平了2008年創下的紀錄；回歸賽事的國家之一是義大利，自1997年以來再次亮相，並作為新擴大的“五大金主”的成員自動晉級決賽。 亞塞拜然贏得了第一個冠軍頭銜，由艾爾與妮基的代表作歌曲〈因爱逃离〉"Running Scared" 。
2012年歐洲歌唱大賽是第57屆比賽，由亞塞拜然公共電視台（İTV）轉播，於2012年5月22日、24日和26日在亞塞拜然巴庫的巴庫水晶宮舉行。 42個國家參加了比賽；亞美尼亞最初申請參加比賽，但由於與亞美尼亞和亞塞拜然之間持續的衝突有關的安全問題而在後期退出。 該屆比賽的特點還包括對亞塞拜然人權記錄的擔憂，以及與鄰國伊朗就比賽的“反伊斯蘭”性質的緊張關係。 瑞典獲得了由羅琳代表〈欢欣沉醉〉"Euphoria" 的第五個歐洲歌唱大賽冠軍頭銜，在比賽之後將繼續取得巨大的商業成功，在全球銷售超過200萬份。
2013年歐洲歌唱大賽是第58屆比賽，由瑞典電視台（SVT）轉播，於2013年5月14日、16日和18日在瑞典馬爾默的馬爾摩體育館舉行。 共有39個國家參賽，亞美尼亞缺席一年後回歸；退出的國家包括斯洛伐克和土耳其，這兩個國家至今尚未重返賽事。土耳其廣播電視公司援引近年來對比賽規則的修訂，以及對一些表演的LGBT性質的責備，作為他們繼續不參加比賽的原因。 丹麥第三次贏得比賽，由埃默莉·德·佛瑞斯特的代表作〈淚光閃閃〉"Only Teardrops"。
2014年歐洲歌唱大賽是第59屆比賽，由丹麥廣播公司（DR）轉播，於2014年5月6日、8日和10日在丹麥哥本哈根的B&W哈勒恩舉行。 代表37個國家的藝人以東道國身份參加了丹麥的第三次比賽，其中奧地利作為勝利者獲得了他們的第二次勝利，這是他們48年來的第一次勝利，其中包括孔奇塔·沃斯特的〈如鳳凰升起〉"Rise Like a Phoenix"。 大鬍子女王的勝利在一些人中被證明是有爭議的，特別是在俄羅斯，一些保守派的聲音對她的勝利表示批評。 俄羅斯的事態發展，特別是同性戀宣傳法的引入和克里米亞的事態發展，也出現在比賽中，在俄羅斯入境和投票期間可以聽到可聽見的噓聲。
為慶祝比賽60週年，歐廣聯於2015年3月31日在英國倫敦的漢默史密斯阿波羅舉辦了一場特別音樂會。 歐洲歌唱大賽：名曲大賞包括來自13個國家/地區的15場歐洲歌唱大賽的現場表演、過去幾屆的比賽影片蒙太奇和以前參賽作品的鏡頭，以及由大河之舞演員的表演，最初被認為是1994年比賽的幕間式表演，後來發展成完整的製作。 作為BBC的製作，這場音樂會被現場錄製，並在適合各個參與廣播公司的不同日期延遲播出：BBC和愛爾蘭的廣播電視是第一個在2015年4月3日聯播該節目。
2015年歐洲歌唱大賽是第60屆比賽，由奧地利廣播集團（ORF）轉播，於2015年5月19日、21日和23日在奧地利維也納的維也納體育館舉行。 最初宣布有39個國家參加比賽，這是自1967年以來再次在奧地利舉行；澳洲後來被添加為第40個國家，首次出現在被稱為一次性慶祝比賽60週年的活動中。 澳洲將直接晉級決賽，這意味著27個國家將參加比賽中規模最大的決賽。 瑞典贏得了第六次比賽的勝利，由芒斯·塞默洛的代表作〈英雄〉"Heroes"。
2016年歐洲歌唱大賽是該比賽的第61屆，由瑞典電視台（SVT）轉播，於2016年5月10日、12日和14日在瑞典斯德哥爾摩的愛立信球形體育館舉行。 最初宣布有43個國家代表參加比賽，澳洲被邀請第二次參加比賽； 羅馬尼亞隨後因羅馬尼亞電視台（TVR）欠下的未償債務而被禁止參加比賽，剩下42個國家作為東道國參加瑞典的第六次比賽。 在這場比賽中，投票系統30多年來第一次發生了變化：每個國家現在將授予兩組分數，分別代表每個國家的陪審團和觀眾的投票。f>Jordan, Paul. . eurovision.tv. 18 February 2016  [16 August 2020]. （原始内容存档于2019-04-02）.</ref> 烏克蘭在比賽中取得了第二次勝利，這要歸功於賈瑪拉的〈1944〉。
2017年歐洲歌唱大賽是第62屆比賽，由烏克蘭國家公共廣播公司（UA:PBC）轉播，於2017年5月9日、11日和13日在烏克蘭基輔國際展覽中心舉行。 43個國家申請參加比賽，但隨後只有 2個國家參加烏克蘭的第二次比賽：在2015年烏克蘭當局禁止其選定的表演者尤利婭·薩莫伊洛娃因非法入境克里米亞而入境烏克蘭後，使俄羅斯無法參加比賽，並提議薩莫伊洛娃通過俄羅斯衛星參加比賽被俄羅斯廣播公司拒絕。 葡萄牙在首次參加比賽53年後贏得了第一個歐洲歌唱大賽冠軍，薩爾瓦多·索布拉爾贏得了歐洲歌唱大賽歷史上有史以來最高的總積分，以〈相愛〉"Amar pelos dois"獲得758分。
2018年歐洲歌唱大賽是該比賽的第63屆，由葡萄牙廣播電視公司（RTP）轉播，於2018年5月8日、10日和12日在葡萄牙里斯本的阿爾蒂斯競技場舉行。 43個國家參加了本次比賽，追平了之前的記錄，俄羅斯在去年缺席後重返賽場。 這場比賽見證了歐洲歌唱大賽第1500首歌曲的表演，前冠軍亞歷山大·雷巴克在挪威的第二場預賽中表演了〈這就是你如何寫歌〉"That's How You Write a Song"。 以色列獲得了第四個歐洲歌唱大賽冠軍，由妮塔·巴茨萊以〈玩具〉"Toy"為代表。
2019年歐洲歌唱大賽是第64屆大賽，由以色列公共廣播公司（IPBC）轉播，於2019年5月14日、16日和18日在以色列特拉維夫的會議中心上舉行。 以色列的第三次競選活動在多個方面都存在爭議，以色列的東正教宗教領袖和政治家呼籲競選活動不要干涉安息日，而包括「抵制、撤資、制裁」在內的其他團體則呼籲抵制該活動，以回應該國對西岸和加薩巴勒斯坦人的政策， 反對一些人認為的以色列政府的“粉紅裝飾”。  42個國家最初被宣佈參加本屆比賽，澳洲在2023年前已獲得參賽權。 然而，烏克蘭隨後退出時，只有41個國家參加了比賽：烏克蘭國家公共廣播公司與其國家選拔賽瑪魯芙的獲勝者之間的衝突導致瑪魯芙拒絕參加比賽，導致其退出，而其他選拔賽的選手也拒絕參加。 荷蘭憑藉鄧肯·勞倫斯的〈電子遊樂場〉"Arcade"獲得了第五次歐洲歌唱大賽冠軍，這是44年來的第一次。此歌後來在2021年成為熱門歌曲，成為Spotify上人氣最旺的歐洲歌唱大賽歌曲，也是自〈噢，啊...只是有一點〉"Ooh-Aah…Just-Bit" 以來首次登上美國告示牌百強單曲榜，最終進入排行榜前30名。

## 2020年代
2020年歐洲歌唱大賽計畫於2020年5月12日、14日和16日在荷蘭鹿特丹的阿侯伊體育館舉行，由荷蘭廣播聯盟（NPO）、荷蘭公共音樂協會（NOS）和AVROTROS轉播。 41個國家申請參加荷蘭作為東道國的第五次比賽，但在2020年3月，由於2019冠狀病毒病疫情造成的不確定性以及歐洲各國政府實施的限制（包括封城和旅行限制），比賽首次被取消。 取而代之的是在決賽當天，從希爾弗瑟姆的媒體園區，歐洲歌唱大賽：閃耀歐洲舉行了一場特別廣播，以非競爭性的形式慶祝和展示2020年比賽中參賽的藝人和歌曲，以及前歐洲歌唱大賽藝人的表演。
2021年歐洲歌唱大賽是第65屆比賽，於2021年5月18日、20日和22日在荷蘭鹿特丹的阿侯伊體育館舉行，由荷蘭廣播聯盟（NPO）、荷蘭公共音樂協會（NOS）和AVROTROS轉播。 在閃耀歐洲期間，鹿特丹被透露為2021年比賽的主辦城市，並從計劃的2020年比賽中獲得了幾個結轉。 許多本來可以參加2020年比賽的藝人再次被確認為他們的國家參賽，但是根據比賽規則，任何進入2020年比賽的歌曲都沒有資格參加2021年。  2021年首次允許預先錄製的伴唱在試行的基礎上進行，宣布是為了使比賽現代化並提高比賽的可持續性。 為應對持續的疫情，主持人廣播公司和歐廣聯制定了多種應急方案，從正常的、雖然不那麼擁擠的比賽到完全遠程的比賽——參與者通過“現場錄音”錄音進行表演——以確保比賽可以不管情況如何。 最初宣布有41個國家參加本次比賽，但由於亞美尼亞的較晚退出以及隨後白俄羅斯的參賽資格被取消，參賽國家的數量減少到39個。 義大利取得了第三次歐洲電視網冠軍，成為自成立以來第二個獲勝的“五大金主國”國家，因為天際月光樂團以〈閉嘴 乖乖聽話〉"Zitti e buoni"結束了31年的勝利等待。 天際月光樂團在比賽中的勝利標誌著樂隊在國際上的突破，在獲勝後的幾個月裡，該樂團的專輯進入了眾多歐洲和全球排行榜。
2022年歐洲歌唱大賽將是該比賽的第66屆比賽，將於2022年5月10日、12日和14日在義大利都靈的奥林匹克体育馆舉行，由義大利廣播電視公司（RAI）轉播。 41個國家申請參加比賽，亞美尼亞和蒙特內哥羅自2019年以來再次參賽； 俄羅斯隨後因入侵烏克蘭而被禁止參賽，留下40個國家作為東道國參加義大利的第三次比賽。

## 備註
1. ↑  每個國家兩首參賽歌曲
2. ↑  1977年的比賽原定於4月2日舉行，但BBC攝影機操作員和技術人員的罷工導致推遲到5月7日。
3. ↑  原定於2020年5月12日、14日和16日舉行的2020年比賽由於COVID-19大流行而被取消。

## 延伸閱讀
- O'Connor, John Kennedy.  2nd. London: Carlton Books. 2010. ISBN 978-1-84732-521-1.
- Roxburgh, Gordon. . One: The 1950s and 1960s. Prestatyn: Telos Publishing. 2012. ISBN 978-1-84583-065-6.
- Roxburgh, Gordon. . Two: The 1970s. Prestatyn: Telos Publishing. 2014. ISBN 978-1-84583-093-9.
- Roxburgh, Gordon. . Three: The 1980s. Prestatyn: Telos Publishing. 2016. ISBN 978-1-84583-118-9.
- Roxburgh, Gordon. . Four: The 1990s. Prestatyn: Telos Publishing. 2020. ISBN 978-1-84583-163-9.
- West, Chris.  2nd. London: Melville House UK. 2020. ISBN 978-1-911545-55-2.

## 外部連結

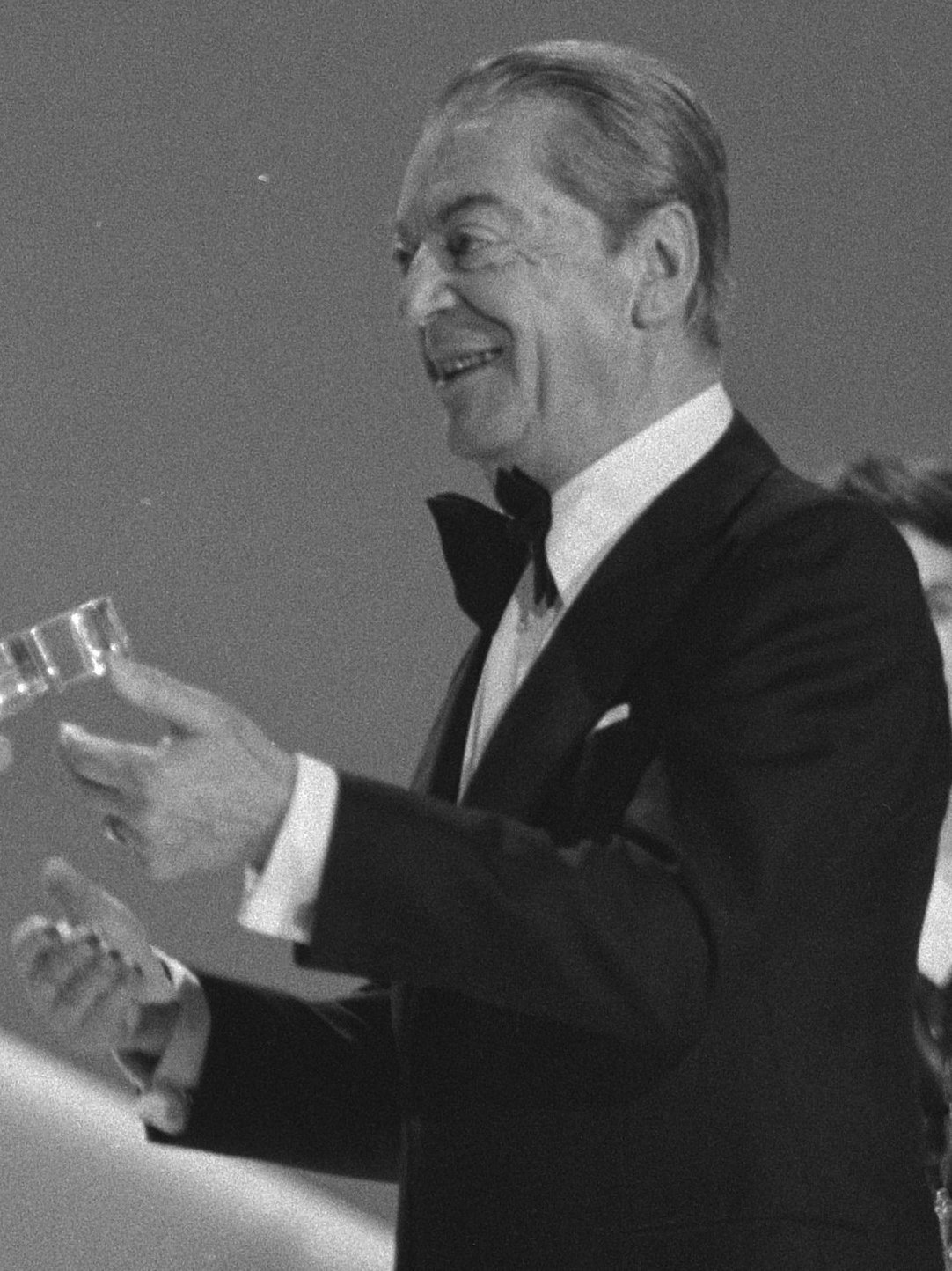
馬塞爾·貝桑松是參與創建歐洲歌唱大賽的關鍵人物之一。

- Eurovision Song Contest: History by events （页面存档备份，存于）